# Tolosa
Tolosa (AFI: [toˈloza]; in francese Toulouse, AFI: [tu.ˈluz]; in occitano Tolosa, AFI: [tuˈlu.zɔ]) è una città della Francia, capoluogo della regione Occitania (dipartimento dell'Alta Garonna).
Attraversata dalla Garonna, è situata nella regione sudoccidentale del Paese, a circa 100 km di distanza dai Pirenei e più o meno a metà strada tra l'Oceano Atlantico e il Mar Mediterraneo. Si tratta della quarta città più popolata del Paese dopo Parigi, Marsiglia e Lione. Nel 2021, la città di Tolosa conta 504 078 abitanti (contro i 390 350 nel 1999), che arrivano a 1 490 640 (contro i 964 797 nel 1999) nella sua area metropolitana, anch'essa la quarta più popolosa del paese (INSEE). Negli ultimi decenni, Tolosa è stata una delle città francesi con la più forte crescita demografica.
I suoi abitanti si chiamano tolosani (Toulousains) e il simbolo che appare sulla bandiera della città è la croce occitana. Il motto della città è, in occitano, Per Tolosa totjorn mai (Per Tolosa, sempre di più).
Centro culturale dell'Occitania, ha ricevuto l'appellativo di Città rosa per il colore dominante dei vecchi edifici in mattoni e possiede due siti iscritti al Patrimonio dell'umanità dell'UNESCO: la basilica romanica di Saint-Sernin (uno dei due edifici romanici più grandi d'Europa) e il Canal du Midi. Nel 1215 San Domenico fondò a Tolosa il ramo maschile dell'ordine domenicano. La città è anche sede di un'università dal 1229, il che la rende una delle più antiche città universitarie d'Europa.
Tolosa è il centro dell'industria aerospaziale europea, con la sede di Airbus, del sistema satellitare SPOT, di ATR e dell'Aerospace Valley. Ospita il Centro Spaziale di Tolosa (CST) del CNES, che è il più grande centro spaziale nazionale in Europa, ma anche, sul versante militare, il centro spaziale di eccellenza della NATO di recente creazione e il Comando Spaziale e l'Accademia Spaziale francesi. Anche Thales Alenia Space, Safran, Liebherr-Aerospace e Airbus Defence and Space hanno una presenza significativa a Tolosa.

## Geografia fisica
Tolosa si trova nel sud della Francia, a nord del dipartimento dell'Alta Garonna, sull'asse di comunicazione tra il Mar Mediterraneo e l'Oceano Atlantico. 
La città si trova sul fiume Garonna e dista circa 100 km dai Pirenei e dai confini con Andorra e la Spagna.

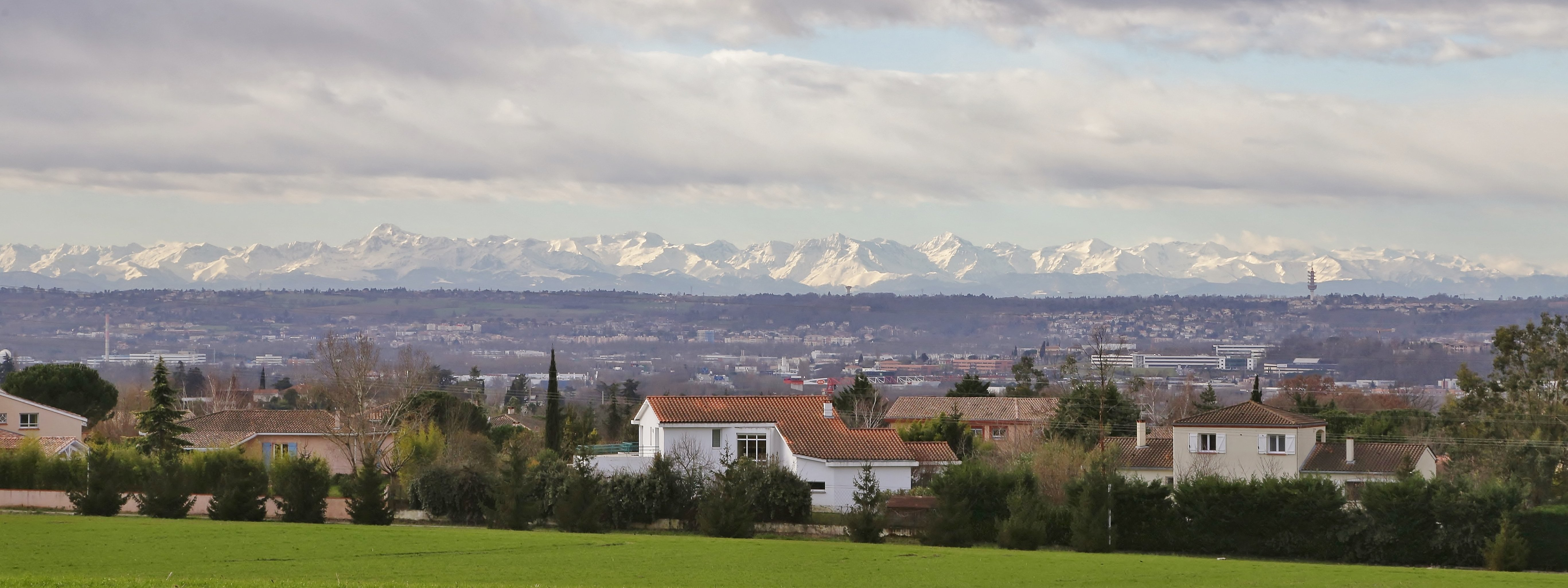
Vista dei Pirenei da Tolosa.

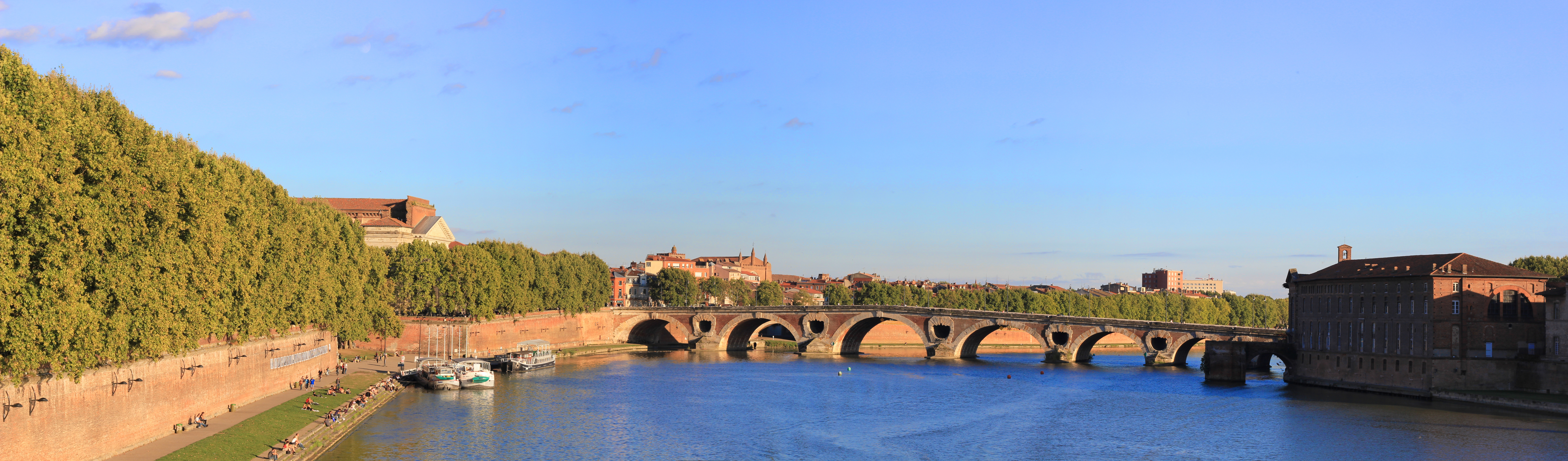
Vista della Garonna a Tolosa.

### Clima
| Tolosa              | Mesi | Mesi | Mesi | Mesi | Mesi | Mesi | Mesi | Mesi | Mesi | Mesi | Mesi | Mesi | Stagioni | Stagioni | Stagioni | Stagioni | Anno |
| Tolosa              | Gen  | Feb  | Mar  | Apr  | Mag  | Giu  | Lug  | Ago  | Set  | Ott  | Nov  | Dic  | Inv      | Pri      | Est      | Aut      | Anno |
| ------------------- | ---- | ---- | ---- | ---- | ---- | ---- | ---- | ---- | ---- | ---- | ---- | ---- | -------- | -------- | -------- | -------- | ---- |
| T. max. media (°C)  | 8,6  | 10,3 | 14,5 | 17,0 | 20,3 | 24,5 | 26,9 | 26,9 | 23,7 | 18,4 | 12,8 | 8,7  | 9,2      | 17,3     | 26,1     | 18,3     | 17,7 |
| T. min. media (°C)  | 0,9  | 1,3  | 4,2  | 6,4  | 9,6  | 13,1 | 14,9 | 15,0 | 13,0 | 8,6  | 4,7  | 2,2  | 1,5      | 6,7      | 14,3     | 8,8      | 7,8  |
| Precipitazioni (mm) | 55   | 55   | 55   | 66   | 75   | 65   | 43   | 53   | 59   | 55   | 56   | 61   | 171      | 196      | 161      | 170      | 698  |

## Storia

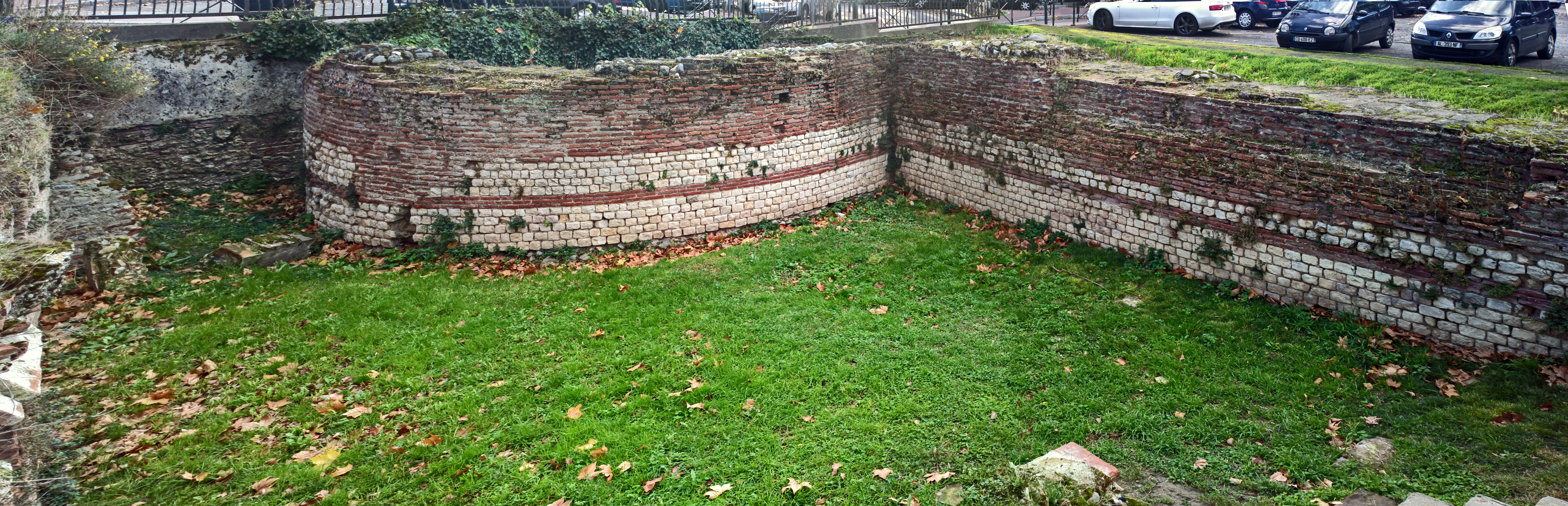
I resti delle mura romane di Tolosa illustrano l'uso precoce di mattoni e pietre nelle costruzioni.

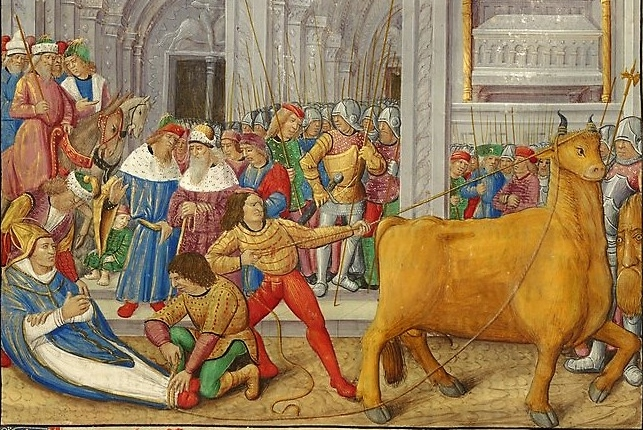
Il martirio di San Saturnino.

Estensione del regno visigoto di Tolosa nel V secolo.

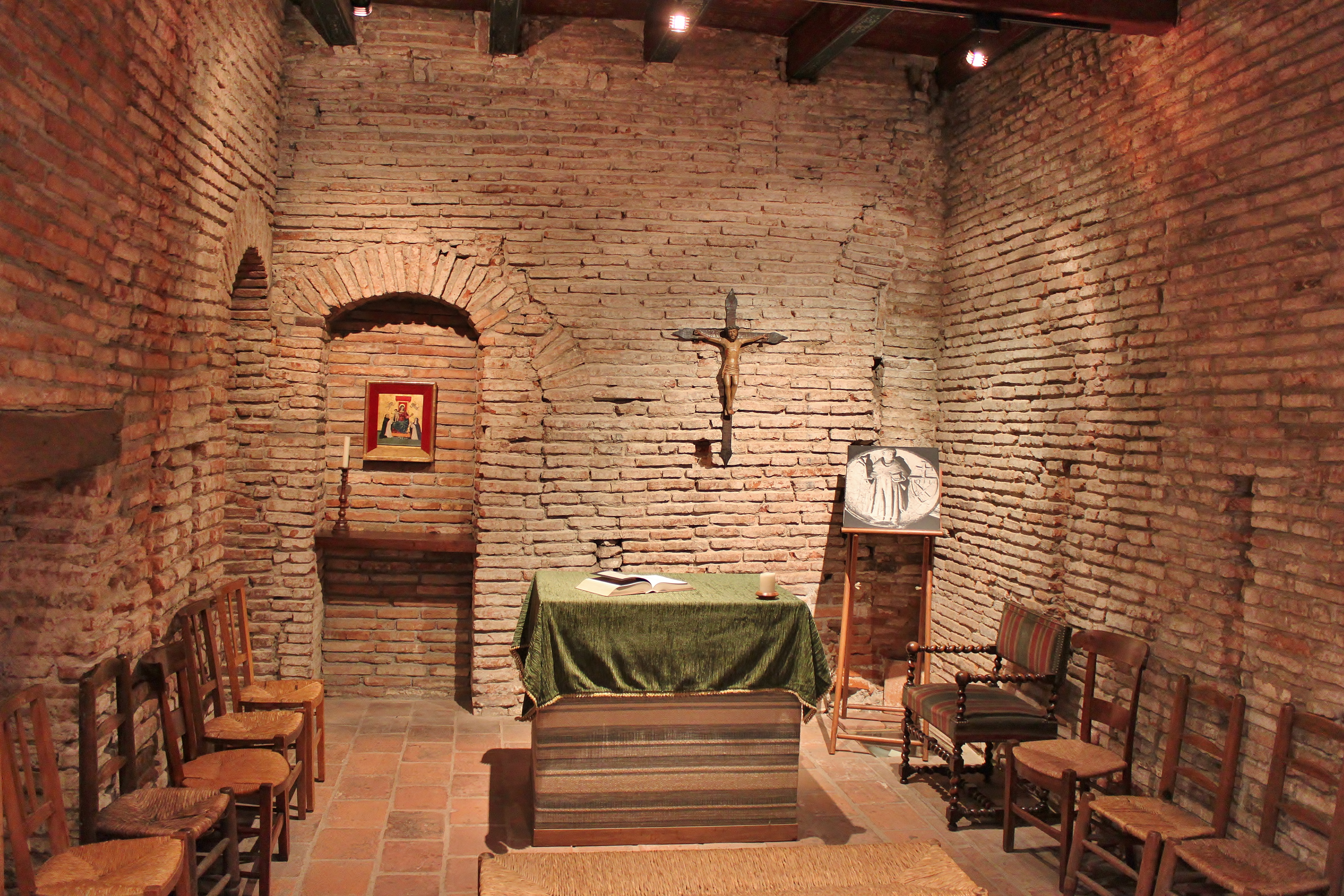
La stanza di San Domenico alla Maison Seilhan è considerata il luogo di nascita dell'Ordine domenicano.

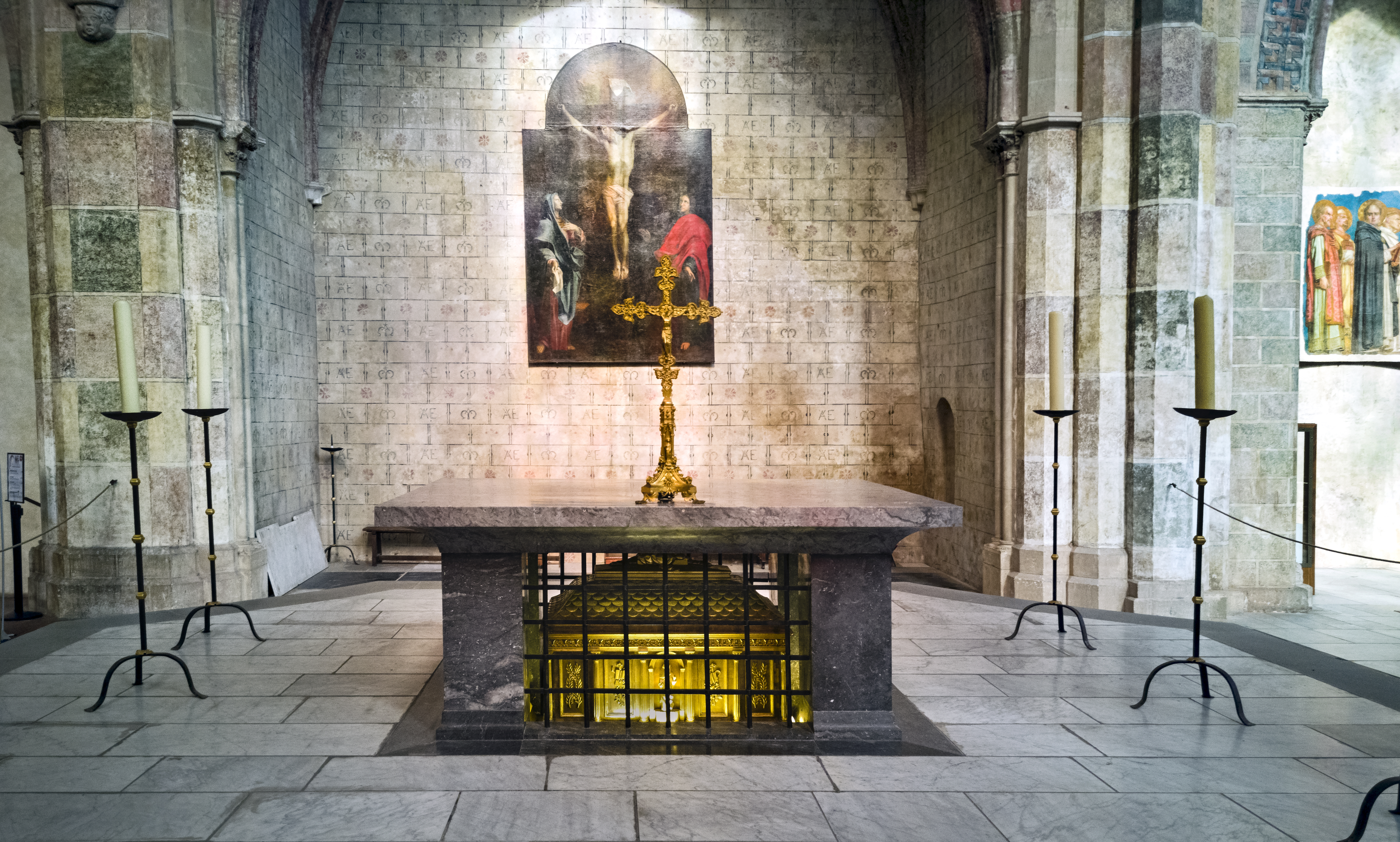
Sepoltura di San Tommaso d'Aquino nella chiesa dei Giacobini a Tolosa.

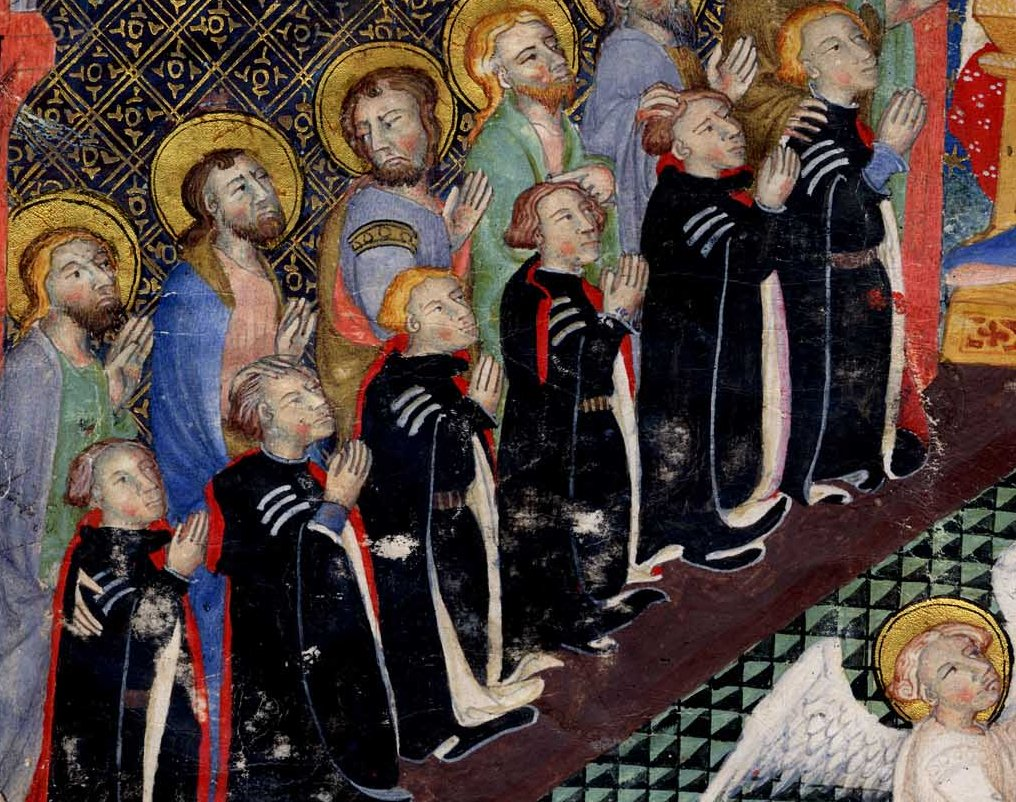
Per quasi cinque secoli, i capitouli (i consoli municipali) conservarono un'eccezionale collezione dei loro ritratti negli Annali manoscritti della Città di Tolosa.

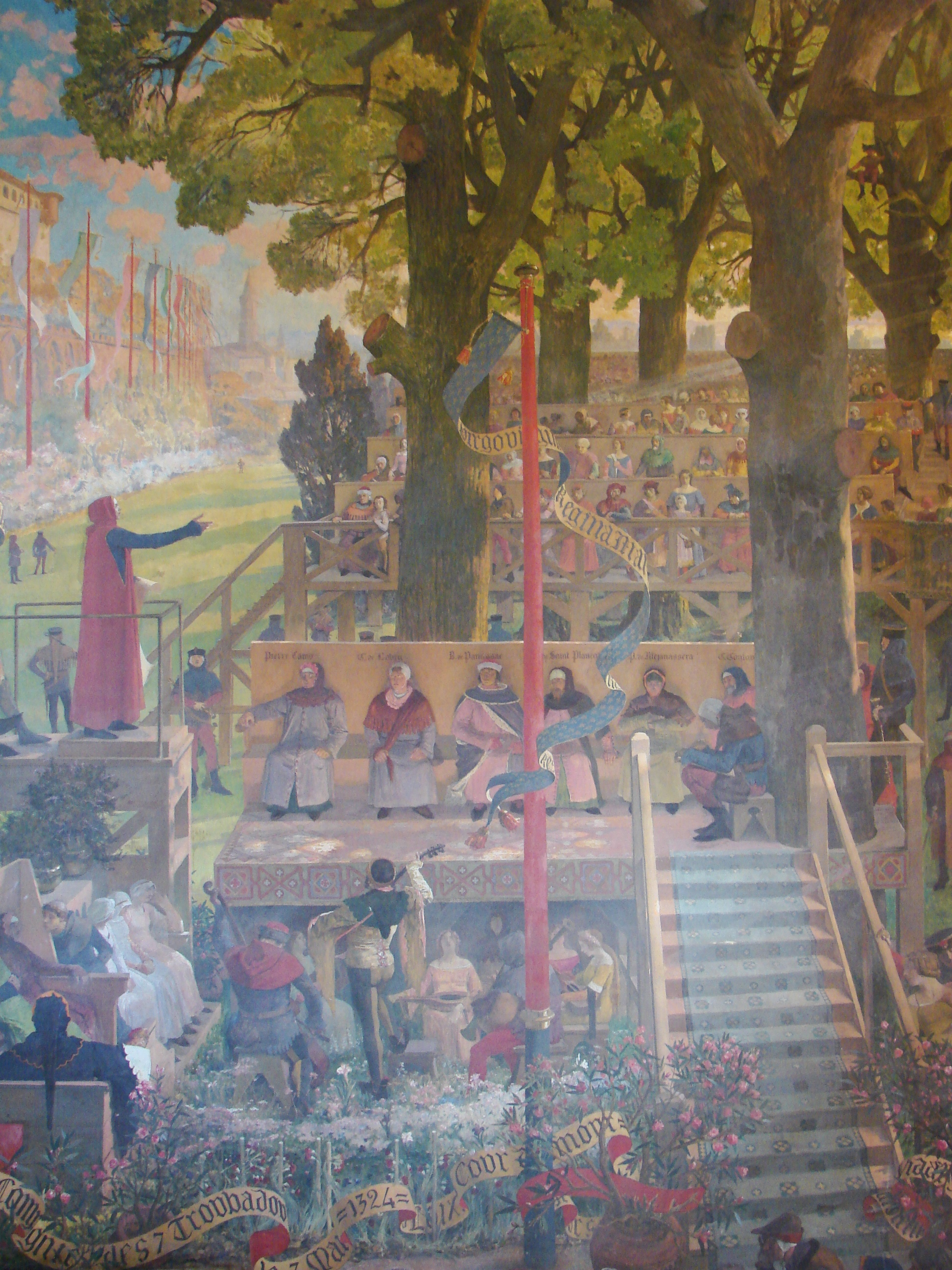
Dipinto che rappresenta la prima sessione del concorso di poesia del Consistori del Gay Saber (poi noto come Accademia dei Giochi Floreali), la più antica società letteraria d'Europa.

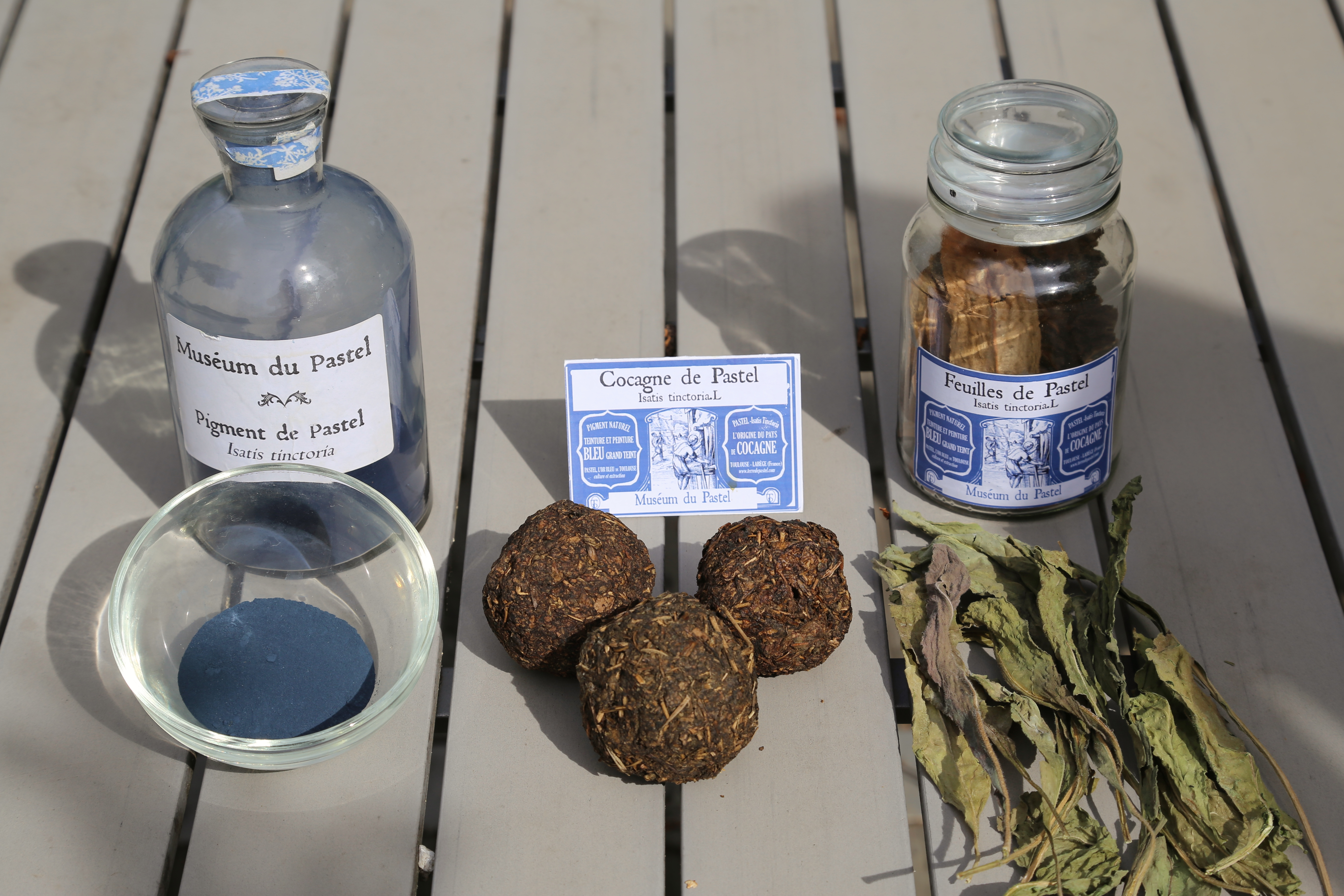
Il commercio internazionale del colorante blu del guado fece la fortuna dei mercanti di Tolosa durante il Rinascimento.

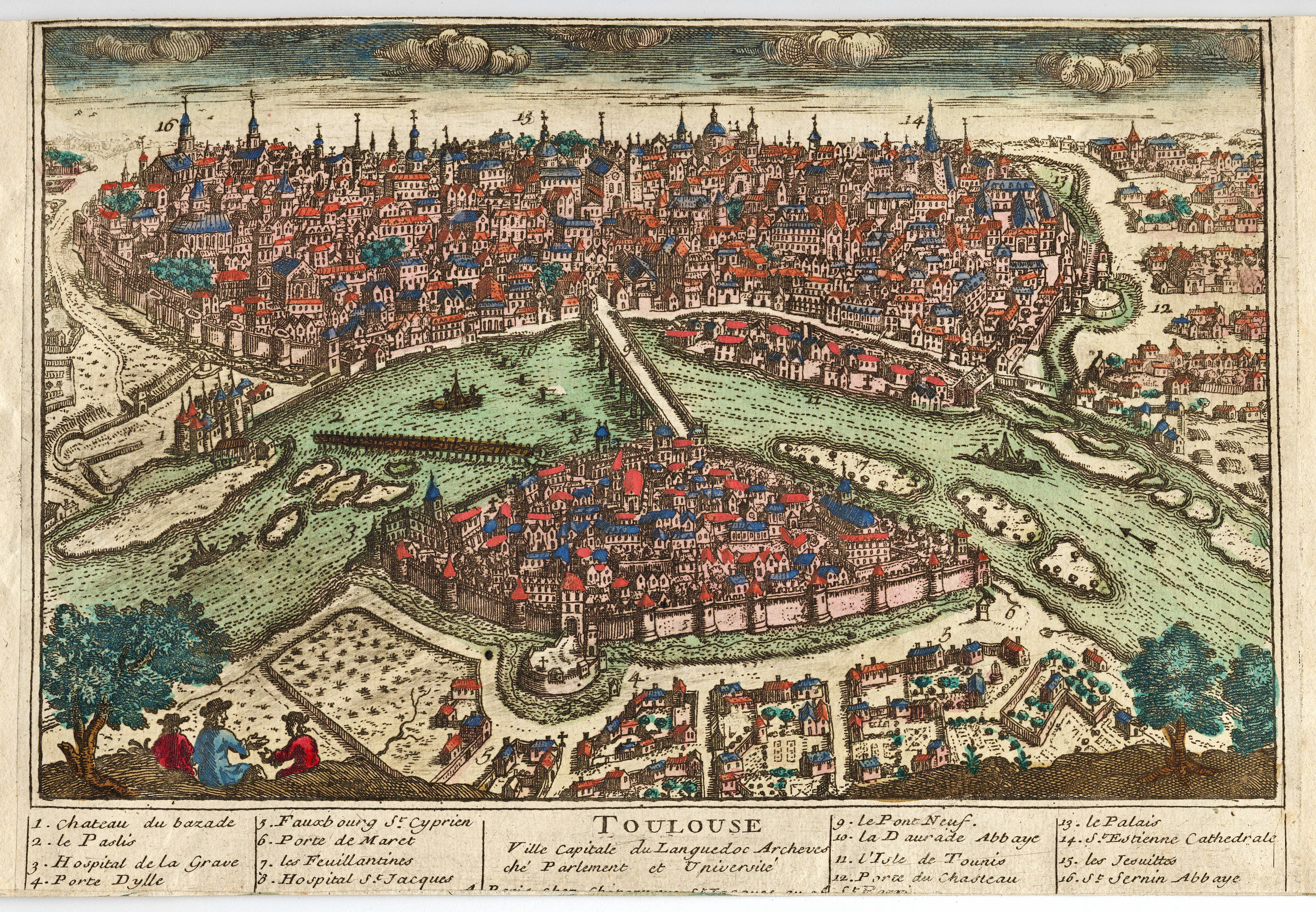
1650 - Tolosa, capitale della Linguadoca.

### Antichità
Fu la capitale dei Volci Tectosagi. Nel 280 a.C., alcuni Tectosagi parteciparono alla spedizione celtica nei Balcani.
I Romani la conquistarono tra il 120 e il 100 a.C. dandole il nome di Tolosa. Sotto il regno dell'imperatore Augusto e grazie alla Pax Romana, i Romani spostarono la città di qualche chilometro dalle colline dove era un oppidum alle rive della Garonna, più adatte al commercio.
Nella seconda metà del I secolo, l'imperatore Domiziano distinse Tolosa ponendola sotto il patrocinio della dea Pallade Atena, tanto che i poeti latini Marziale, Ausonio e Sidonio Apollinare chiamarono la città Palladia Tolosa (Tolosa palladiana), termine che fu usato ancora nel Rinascimento e ancora oggi quando la città viene presentata come propizia alle arti e alle scienze.
Intorno al 250, Tolosa fu segnata dal martirio di Saturnino, il primo vescovo di Tolosa. Questo episodio illustra i difficili inizi del cristianesimo nella Gallia romana.

### Alto Medioevo
Fu la capitale del regno dei Visigoti nel V secolo (fino alla battaglia di Vouillé, nel 507), più tardi del regno di Aquitania e nell'VIII secolo della Contea di Tolosa. Alla Battaglia di Tolosa, le truppe arabe subiscono la loro prima sconfitta ad opera del duca d'Aquitania, Oddone il Grande, nel 721, all'epoca dell'invasione musulmana della Penisola iberica e del sud della Francia.

### Contea di Tolosa
Carlo Magno aveva istituito la Contea di Tolosa nel 778 per sorvegliare il confine con la Spagna musulmana, ma la disintegrazione del Regno d'Aquitania e la debolezza del potere reale nei secoli successivi portarono all'indipendenza de facto della contea di Tolosa e di molte province.
Nell'XI e XII secolo, la Francia meridionale era ancora impregnata di cultura latina. A differenza del nord della Francia, la giustizia seguiva il diritto romano scritto e i nobili erano molto istruiti. Era l'epoca dei trovatori che scrivevano le loro poesie in occitano (all'epoca chiamato "provenzale"), una delle lingue più sofisticate d'Europa. Come gli altri grandi signori del Midi, i conti di Tolosa mantenevano e favorivano questi poeti, così il conte Raimondo V assunse per qualche tempo il famoso Bernart de Ventadorn, esperto nel canto dell'amor cortese.
Nel 1096, Raimondo IV, conte di Tolosa e marchese di Provenza, partì con il suo esercito su richiesta di Papa Urbano II per unirsi alla Prima Crociata, di cui fu uno dei principali leader. Dopo il successo della crociata, fondò la Contea di Tripoli, dove si stabilirono popolazioni occitane e italiane.
A partire dal XII secolo in questa regione della Francia si sviluppò una nuova concezione del Cristianesimo, in disaccordo con la Chiesa cattolica romana: il catarismo. I seguaci di questa nuova confessione furono perseguitati e condannati in massa. La conseguenza finale di questa guerra di religione fu l'annessione dell'intera Contea di Tolosa ai domini reali, nel 1271. Questo fu il maggior passo per la costruzione della Francia come paese unitario.
Nel 1215, il sacerdote spagnolo Domenico di Guzmán fondò a Tolosa una comunità di frati che divenne l'Ordine dei frati predicatori (domenicani) per combattere ideologicamente la diffusione del catarismo.
Nel 1229, essendosi il conte di Tolosa Raimondo VII sottomesso al re di Francia, quest'ultimo e il Papa ordinarono la creazione dell'Università di Tolosa, con l'idea di formare élite in grado di combattere intellettualmente il catarismo. Questa università, una delle più antiche d'Europa, divenne famosa per la sua formazione giuridica.

### Regno di Francia
Nel 1271, Giovanna di Tolosa e suo marito Alfonso di Poitiers morirono senza eredi. Tolosa, che dal trattato del 1229 era stata subordinata al regno di Francia, non aveva più un conte e fu annessa al dominio reale.
Nel 1323 fu creato a Tolosa il Consistori del Gay Saber per preservare l'arte lirica dei trovatori organizzando un concorso di poesia; e Tolosa divenne il centro della cultura letteraria occitana per i secoli successivi. I Consistori del Gay Saber sono considerati la più antica società letteraria d'Europa, all'origine di uno dei più sofisticati trattati di grammatica e retorica del Medioevo, e nel 1694 vennero trasformati in Accademia Reale dei Giochi Floreali (Académie des Jeux Floraux), tuttora attiva, dal re Luigi XIV.
Il XIV secolo vide anche un significativo aumento dell'influenza dell'Università di Tolosa, in particolare dopo il trasferimento del papato da Roma ad Avignone. Molti laureati in legge dell'Università di Tolosa ebbero brillanti carriere nella curia avignonese, diversi divennero cardinali e tre divennero papi: Giovanni XXII, Innocenzo VI e Urbano V.
Nel 1369 Papa Urbano V assegnò le ossa del famoso teologo domenicano Tommaso d'Aquino alla chiesa dei Giacobini di Tolosa, senza dubbio per onorare la città che era stata la culla dell'ordine domenicano all'inizio del secolo precedente.
Nel 1443 il re di Francia creò il Parlamento di Tolosa, il primo parlamento provinciale, per amministrare la giustizia nelle sue terre di lingua occitana. Fino al 1790 e alla Rivoluzione francese, Tolosa divenne la capitale giudiziaria di gran parte della Francia meridionale.
Tolosa subì diversi incendi, ma fu nel 1463 che scoppiò il Grande Incendio di Tolosa, che devastò la città per quindici giorni. Dopo questo drammatico evento, il re Luigi XIII esentò la città dalle tasse per 100 anni. I consoli della città emisero decreti comunali che favorivano l'uso del mattone negli edifici, piuttosto che del legno troppo infiammabile.
Nel XVI secolo, e fino al 1562, l'economia di Tolosa conobbe un periodo d'oro: il suo Parlamento ne fece la capitale giudiziaria di gran parte della Francia meridionale e la città divenne il primo centro europeo per il commercio del guado, l'unico colorante blu allora conosciuto in Europa, molto richiesto dall'industria tessile dell'epoca. L'ambiente umanistico si sviluppò grazie all'università e al parlamento, che formarono e attrassero le élite intellettuali. La ricchezza generata da questo ambiente culturalmente ed economicamente dinamico è all'origine dei superbi palazzi rinascimentali di Tolosa. Nel 1550 la popolazione della città era la seconda o la terza città più grande della Francia. Si stimava che avesse 50 000 abitanti, una cifra che non avrebbe riacquistato fino al XVIII secolo. Nel 1562 iniziarono le Guerre di religione francesi e Tolosa divenne una roccaforte ultracattolica in una regione prevalentemente protestante; l'era della prosperità economica finì.
Nel 1666 Pierre-Paul Riquet iniziò la costruzione del Canal du Midi, che colleg-a Tolosa al Mar Mediterraneo ed è considerato una delle più grandi opere edilizie del XVII secolo. Completato nel 1681, il canale stimolò l'economia di Tolosa favorendo l'esportazione di cereali e l'importazione di olio d'oliva, vino e altri beni dalle regioni del Mediterraneo.
Con la Rivoluzione francese del 1789 e la riforma o la soppressione di tutte le istituzioni reali, Tolosa perse gran parte del suo potere e della sua influenza: fino a quel momento capitale della vasta provincia della Linguadoca, con un parlamento che governava un territorio ancora più vasto, la città si ritrovò semplicemente a capo dell'unico piccolo dipartimento dell'Alta Garonna.

### XIX secolo

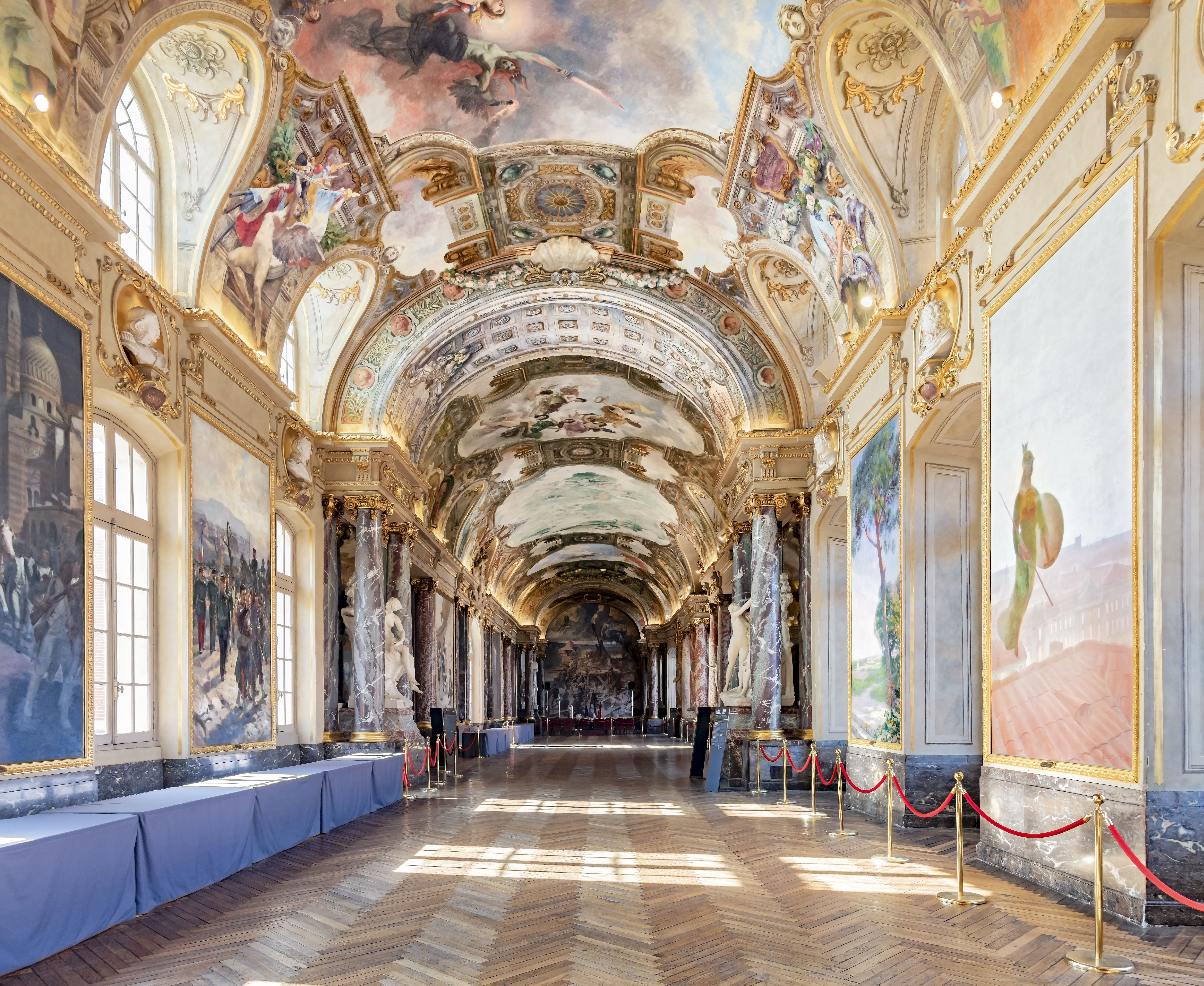
La Sala degli Illustri ("Salle des Illustres") del Campidoglio presenta numerosi dipinti e sculture che illustrano la storia di Tolosa.

A differenza della maggior parte delle grandi città francesi, a Tolosa non ci fu una vera e propria rivoluzione industriale nel XIX secolo. Le industrie più importanti erano la fabbrica di polvere da sparo, per soddisfare le esigenze militari, e la fabbrica di tabacco. Nel 1856 a Tolosa arrivò la ferrovia e la città fu modernizzata: i bastioni furono sostituiti da ampi viali e grandi strade come la rue d'Alsace-Lorraine e la rue de Metz aprirono il centro storico.
Nel 1875 un'inondazione della Garonna devastò più di 1.000 case e uccise 200 persone. Distrusse anche tutti i ponti di Tolosa, tranne il Ponte Nuovo.

### XX e XXI secolo

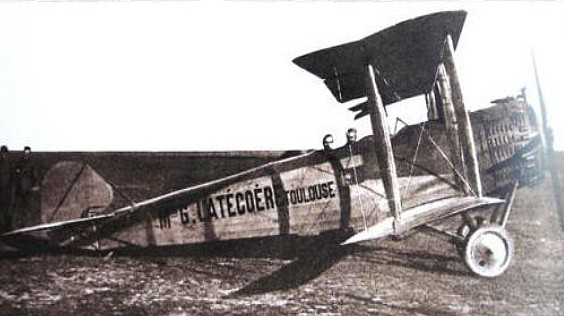
L'epopea de l'Aéropostale ha scritto alcune delle pagine più belle della storia dell'aviazione di Tolosa.

Nel XX secolo, La prima guerra mondiale portò a Tolosa (geograficamente al riparo dagli attacchi nemici) industrie chimiche e officine aeronautiche (Latécoère, Dewoitine), che diedero il via alla tradizione costruttiva aeronautica della città e diedero vita, nel dopoguerra, alla famosa Aéropostale, una compagnia di posta aerea pionieristica con sede a Tolosa, la cui epopea fu resa popolare dai romanzi di scrittori come Joseph Kessel e Antoine de Saint-Exupéry (egli stesso pilota dell'Aéropostale).
Tolosa ebbe la fortuna di non essere parte dello scenario della Seconda guerra mondiale. Diede tuttavia rifugio a numerosi esuli e fuggitivi spagnoli nel corso della guerra civile spagnola, e, come il resto della Francia, anche a diversi antifascisti italiani, tra cui Silvio Trentin, Giuseppe Dozza e Giacomo Ferrari. Nell'ottobre 1941 i rappresentanti dei tre principali partiti antifascisti italiani firmarono il cosiddetto documento di Tolosa che costituì l'embrione del futuro Comitato di Liberazione Nazionale.
All'inizio degli anni '60, molti rimpatriati francesi tornati dall'Algeria dopo l'indipendenza (pieds-noirs, i piedi neri) si stabilirono in città, contribuendo a un forte aumento della popolazione, passata da 269 000 abitanti nel 1954 a 380.000 nel 1968.
Il 21 settembre 2001 un'esplosione nella fabbrica di prodotti chimici AZote Fertilisant provocò 30 morti, circa 2.500 feriti e notevoli danni alle costruzioni su un'area assai estesa. L'incidente, avvenuto solo dieci giorni dopo gli attacchi terroristici dell'11 settembre a New York e Washington, suscitò grande preoccupazione, anche se l'ipotesi dell'attentato è ormai quasi unanimemente esclusa e prevale quella dell'incidente.
Nel 2016 una riforma territoriale ha fatto di Tolosa la prefettura della grande regione dell'Occitania.

## Monumenti e luoghi d'interesse

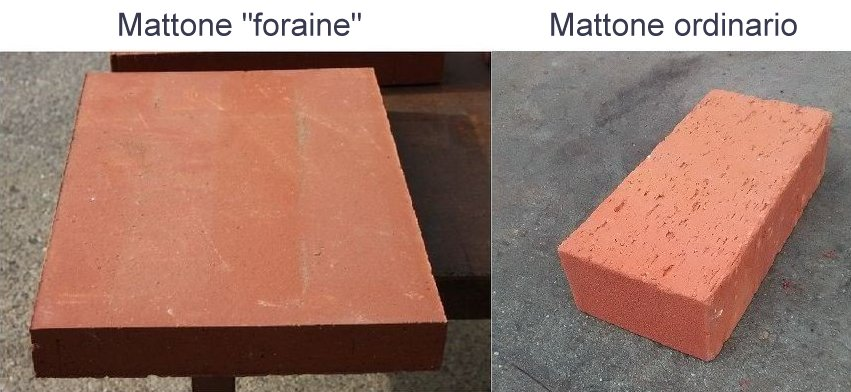
Il mattone "foraine" è il materiale da costruzione tradizionale della regione di Tolosa.

Classificata "Città d'arte e di storia", Tolosa possiede uno splendido patrimonio artistico ricco di sublimi esempi architettonici che parte da grandiose chiese romaniche e gotiche fino a prestigiosi palazzi nobiliari rinascimentali. Questo antico patrimonio è racchiuso principalmente nei 220 ettari del viale interno della città (una delle più grandi aree urbane protette in Francia).
Quasi tutti gli edifici del centro storico sono stati realizzati con il materiale da costruzione tradizionale della regione: il mattone "foraine", che ha valso alla città il soprannome di "Ville rose" (città rosa). Erede medievale del mattone romano, il mattone "foraine" si caratterizza per le sue grandi dimensioni, il suo aspetto piatto e il suo colore che va dall'arancio/rosa al rosso.
Anche la pietra bianca è presente in quantità minori. Non essendoci cave di pietra nei pressi di Tolosa, veniva trasportata dai Pirenei attraverso il fiume Garonna e per molto tempo è stata rara e quindi costosa, considerata a Tolosa come un materiale di lusso. Tuttavia, è sufficiente per dare all'architettura di Tolosa una delle sue caratteristiche: la policromia rosso/bianco.

### Architetture religiose

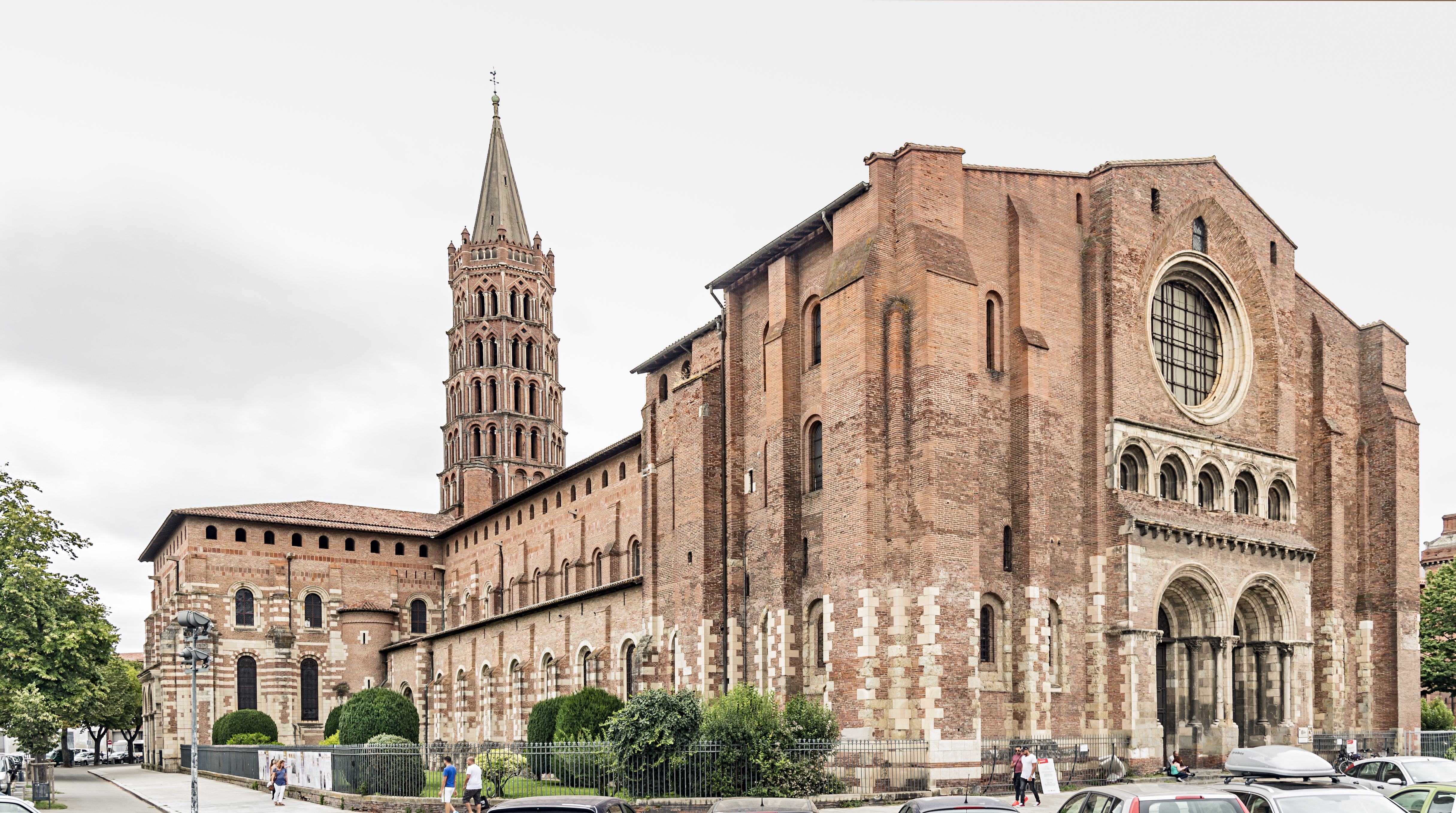
La Basilica di Saint-Sernin.

#### Architettura romanica

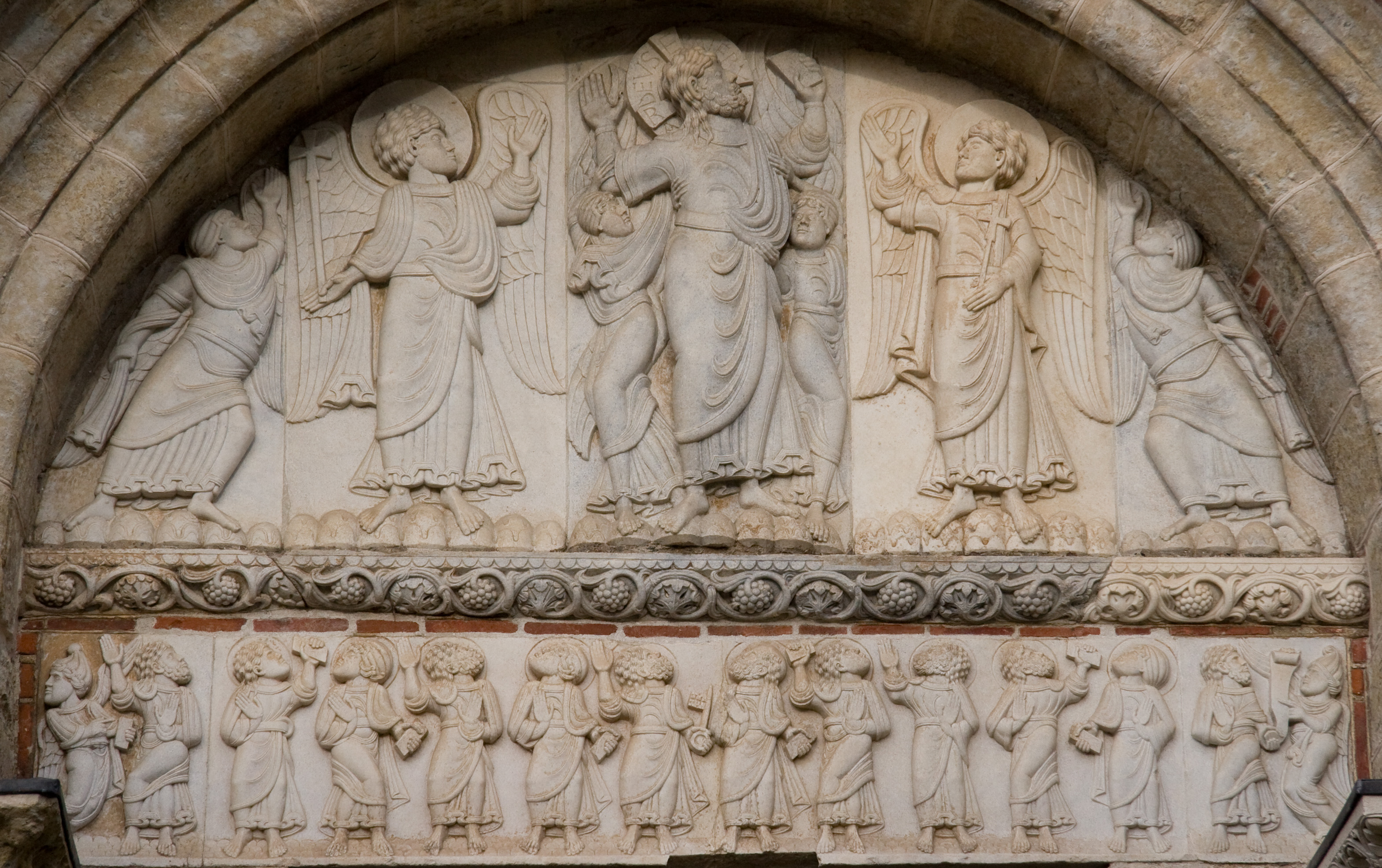
Timpano romanico di Saint-Sernin (fine XI o inizio XII secolo).

- La Basilica di Saint-Sernin è una  grande chiesa romanica costruita intorno all'XI secolo per accogliere le spoglie di San Saturnino è situata nel grande percorso di pellegrinaggio verso Santiago di Compostela in Spagna. Era di per sé un importante luogo di pellegrinaggio: Con più di duecento reliquie, molte delle quali donate da Carlo Magno al santuario che precedeva la chiesa attuale, Saint-Sernin è la chiesa con il maggior numero di reliquie dopo San Pietro di Roma.[17] Due navate laterali su entrambi i lati della navata centrale e il deambulatorio che circonda l'abside ne fanno l'archetipo della grande chiesa di pellegrinaggio, dove i pellegrini potevano fare il giro della chiesa e potevano fermarsi a meditare e pregare nelle cappelle absidali del transetto e nelle cappelle del coro. La chiesa è anche particolarmente degna di nota per la qualità delle sue sculture romaniche, tra cui numerosi capitelli e il timpano istoriato della porta Miègeville, uno dei primi del suo genere. Il suo campanile ottagonale, che si erge al centro del transetto, è stato il modello per i grandi campanili della regione di Tolosa.[18]

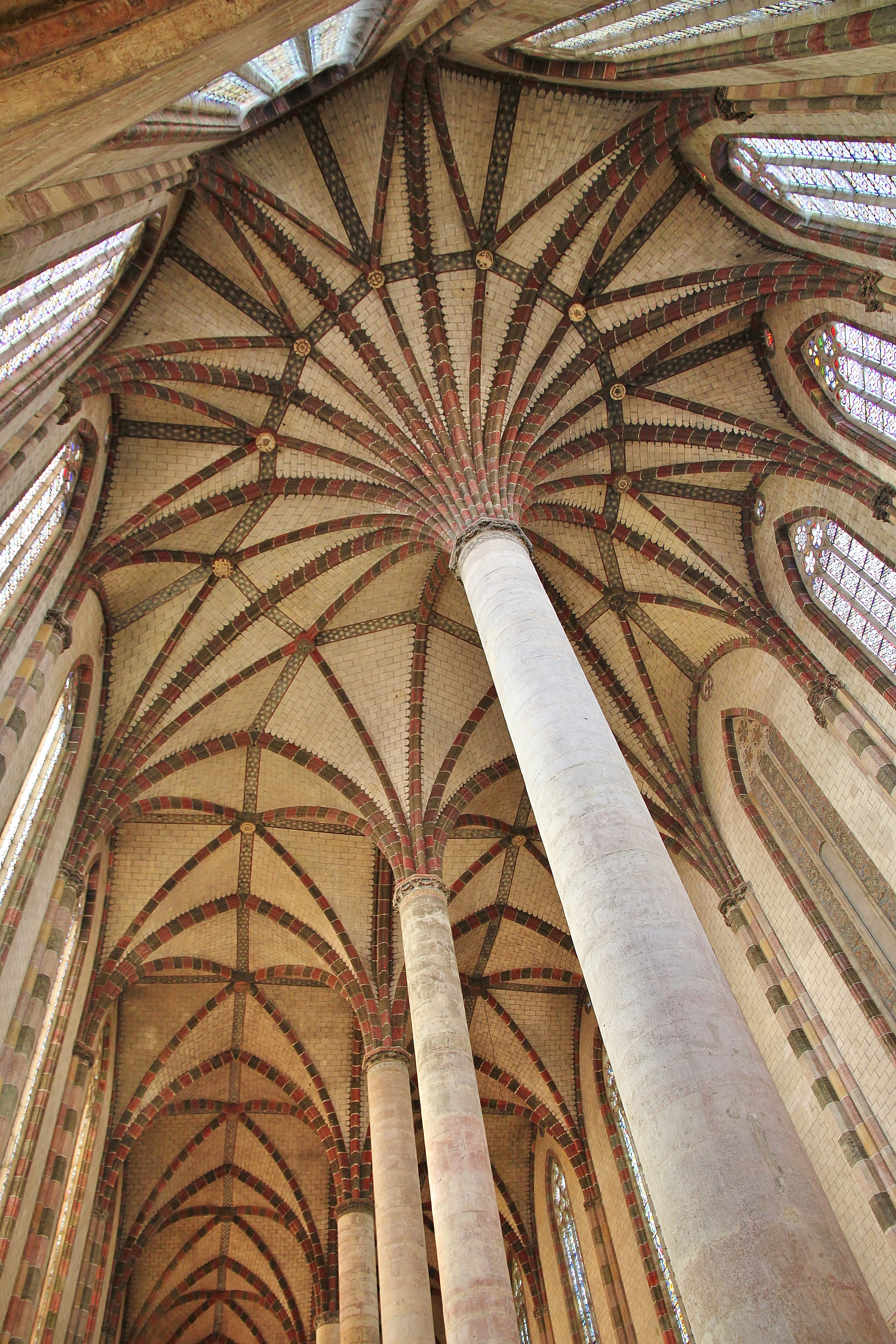
La volta dei Giacobini e la sua famosa palma (1275-1292).

#### Il gotico francese meridionale: un'architettura religiosa militante

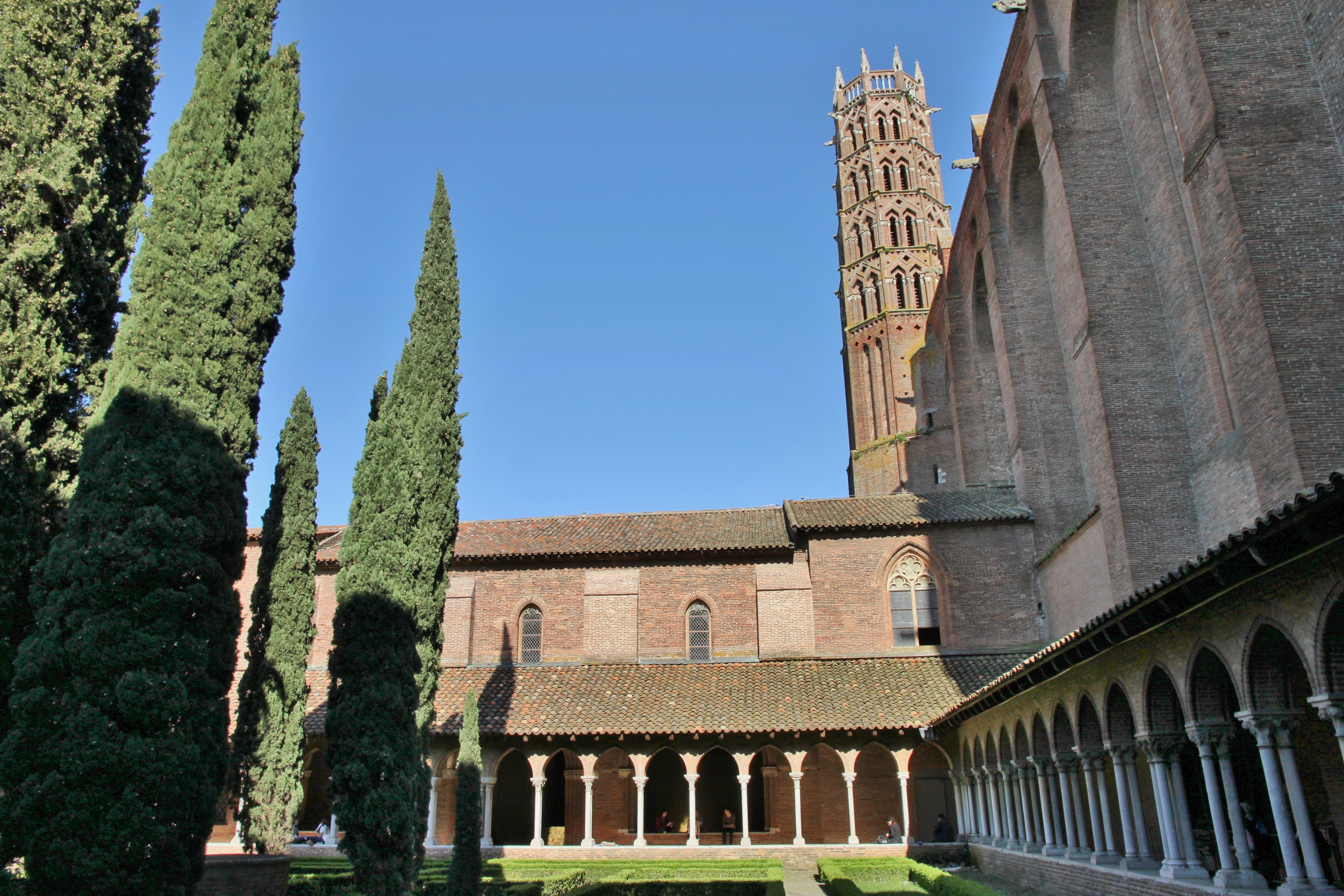
Il chiostro e il campanile della chiesa dei Giacobini.

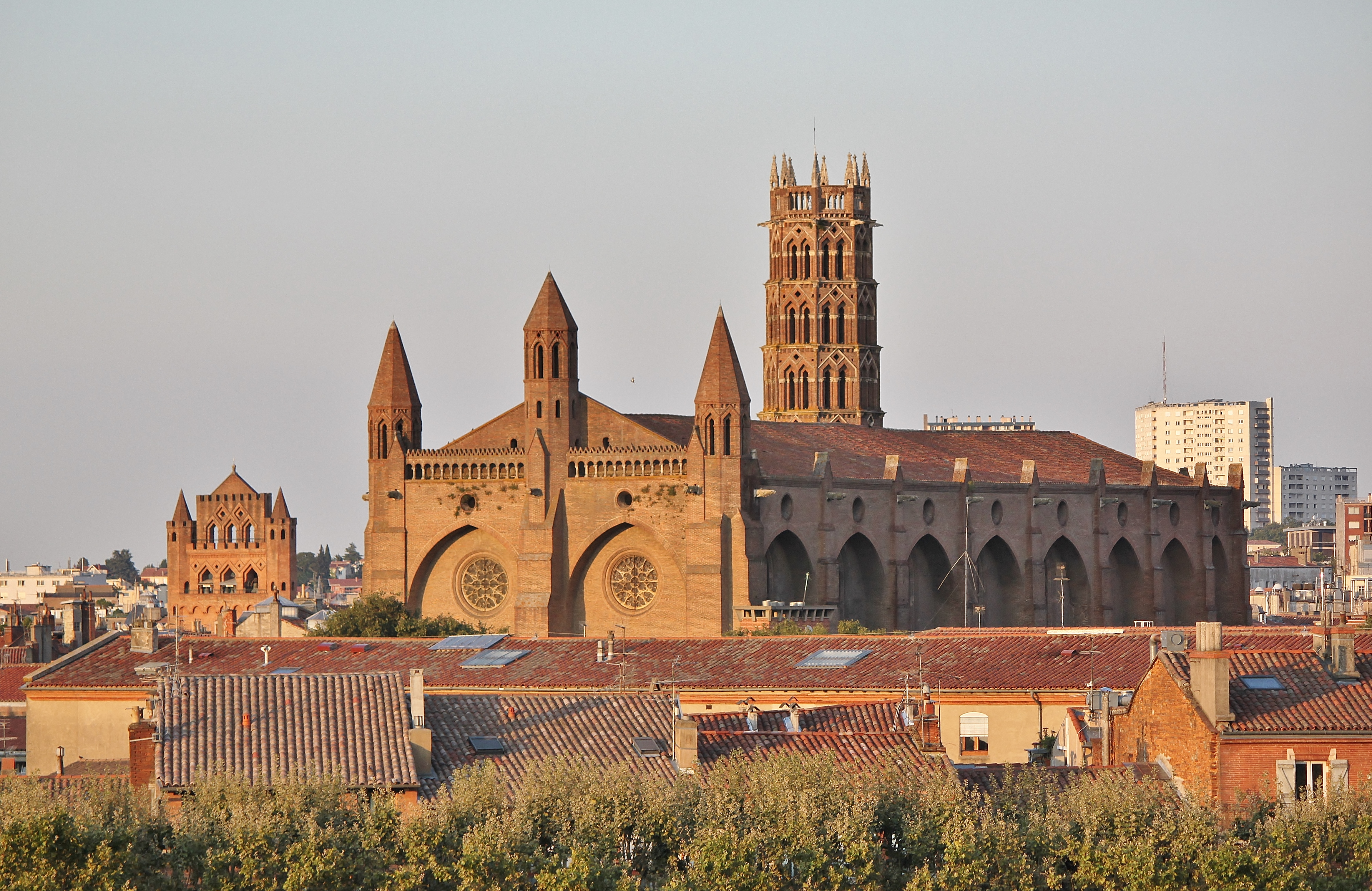
La chiesa dei Giacobini e la chiesa di Notre-Dame du Taur (a sinistra).

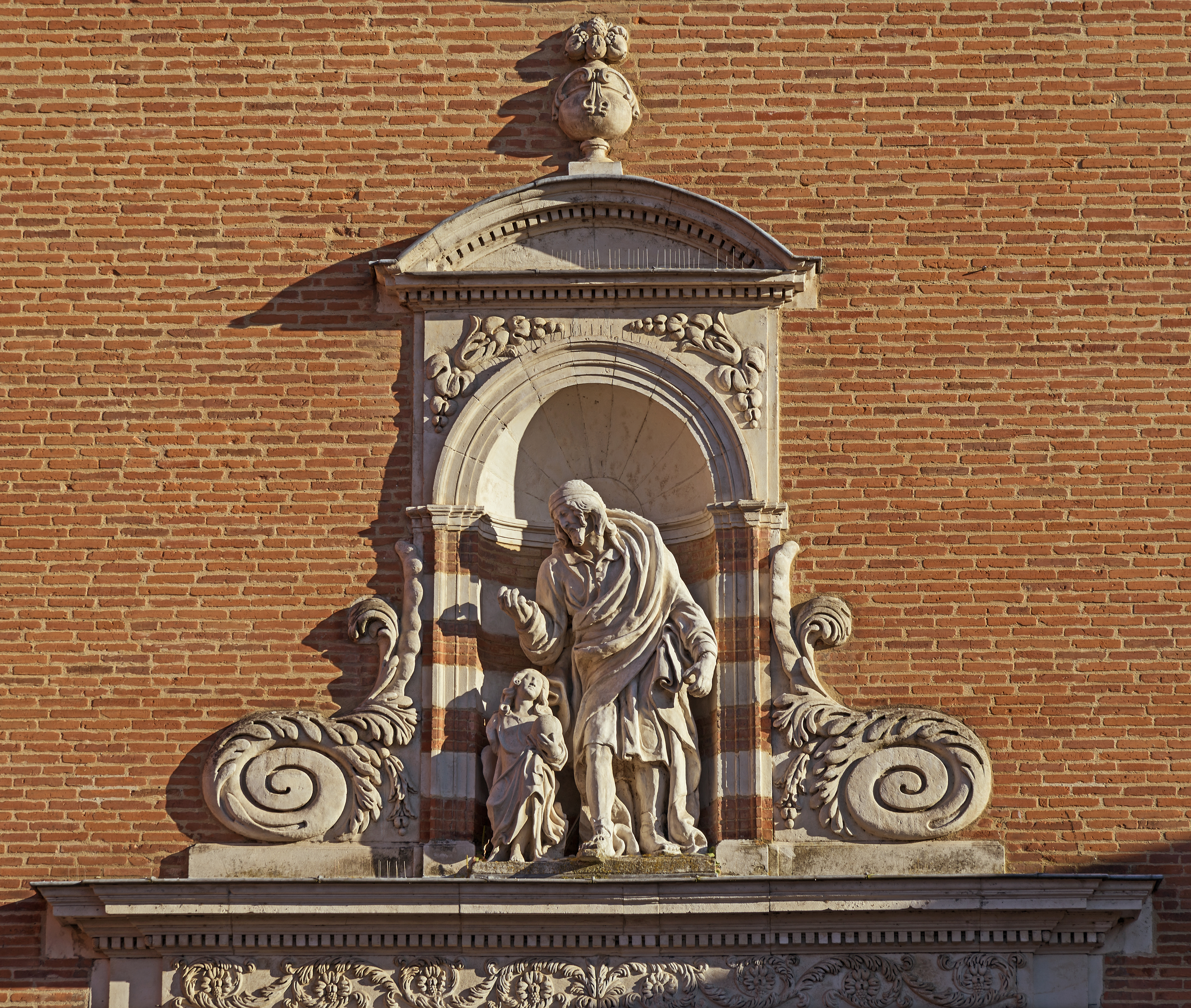
Chiesa di Sant'Esuperio.

All'inizio del XIII secolo, il clero cattolico del sud della Francia, vedendo un numero crescente di fedeli che si rivolgevano al catarismo che propugnava una più pia austerità, manifestò la volontà di correggere i difetti della Chiesa cattolica che indulgeva nel lusso. Sotto l'impulso del vescovo di Tolosa, Folco, con la ricostruzione della cattedrale di Tolosa nacque uno stile architettonico austero e militante: il gotico francese meridionale. Concepito secondo un ideale di povertà e umiltà per riunire i fedeli in un'unica, vasta navata e facilitare la predicazione, questo stile architettonico si sviluppò nel corso del XIII secolo nei grandi conventi mendicanti della città, per poi diffondersi nel XIV secolo in un gran numero di chiese e cattedrali della regione.
Diverse chiese o conventi di Tolosa appartengono a questa tendenza architettonica: 
- Chiesa dei Giacobini, comunemente detta les Jacobins, è uno dei monumenti più prestigiosi e conosciuti della città. È un capolavoro dell'Architettura gotica francese meridionale e uno stupendo esempio di chiesa domenicana divisa in due navate, com'erano le prime chiese dell'ordine; e proprio per aver mantenuto questa caratteristica è considerata una rarità. La sua fama è dovuta alla particolarità della volta, che verso l'abside, irradia tutte le sue costolonature da un unico pilastro centrale, formando il caratteristico effetto ad albero di palma. Vi sono conservate le preziose spoglie del grande Dottore della Chiesa san Tommaso d'Aquino.[18]

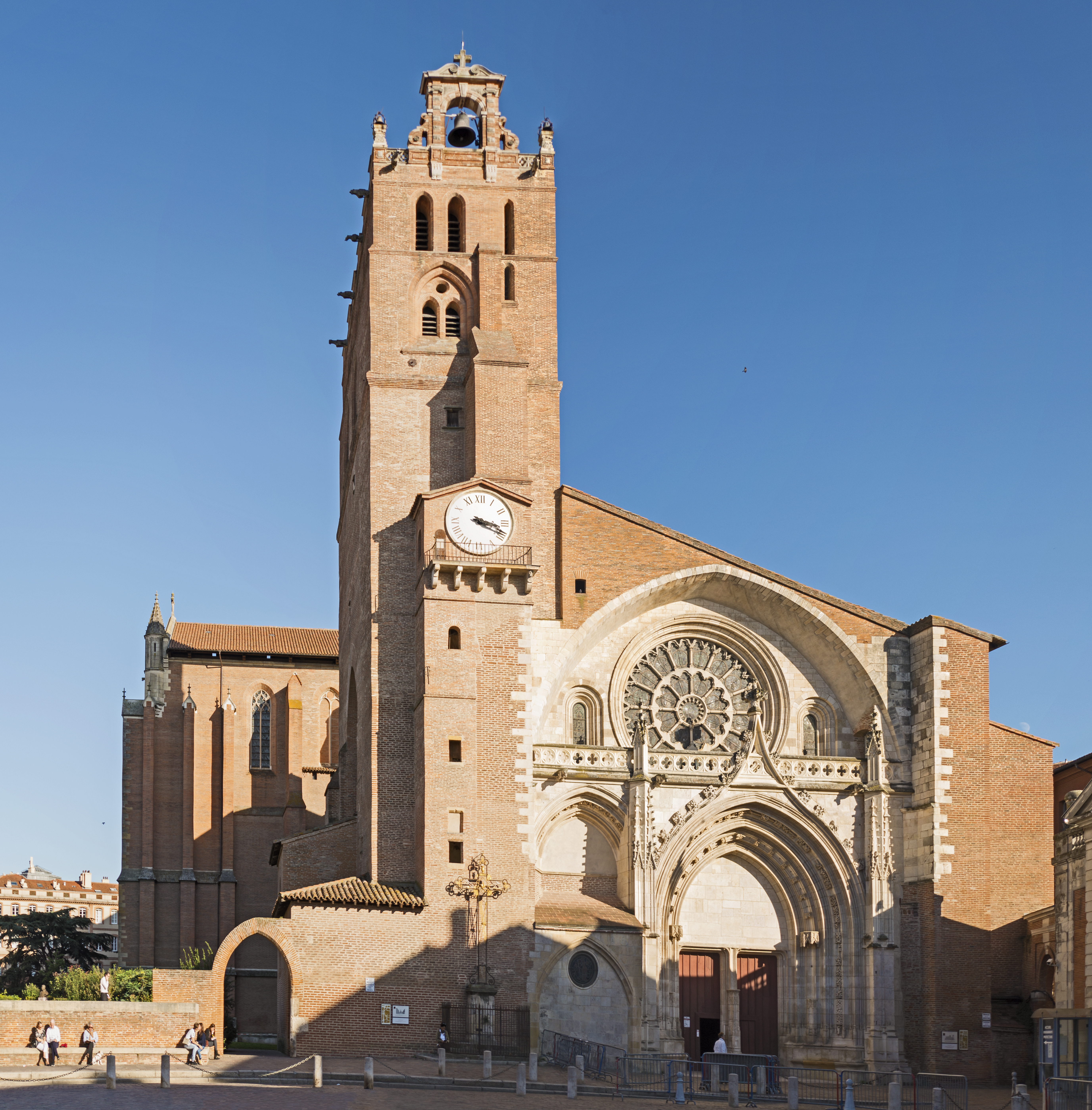
La cattedrale di Tolosa.

- Cattedrale di Santo Stefano. La sua costruzione, avvenuta principalmente all'inizio e poi alla fine del XIII secolo, riflette la storia di questo secolo decisivo che vide la città perdere la sua indipendenza per diventare una città francese. La navata unica è il primo esempio di gotico francese meridionale; con i suoi 19 metri di larghezza era probabilmente, al suo completamento, la più larga dell'Europa occidentale (1210-1220). Il coro più alto che la affianca fu costruito nello stile gotico della Francia settentrionale poco dopo che la città divenne parte della Corona di Francia nel 1271.
- Chiesa di Notre-Dame du Taur emblematico edificio gotico con forme di roccaforte.
- il Convento degli Agostiniani, splendido esempio di monastero gotico medievale che alla fine del XVIII secolo venne trasformato nel Museo di Belle Arti di Tolosa, già Accademia. Magnifico connubio di arte medievale e moderna, accoglie al suo interno circa 4.000 opere tra sculture, dipinti e disegni.
- Chiesa di San Nicola, la principale sulla riva sinistra, fu costruita in stile gotico meridionale, ma la sua decorazione interna è stata ampiamente modificata nel corso dei secoli, in particolare nel XIX secolo.

#### Chiese di stile architettonico posteriore

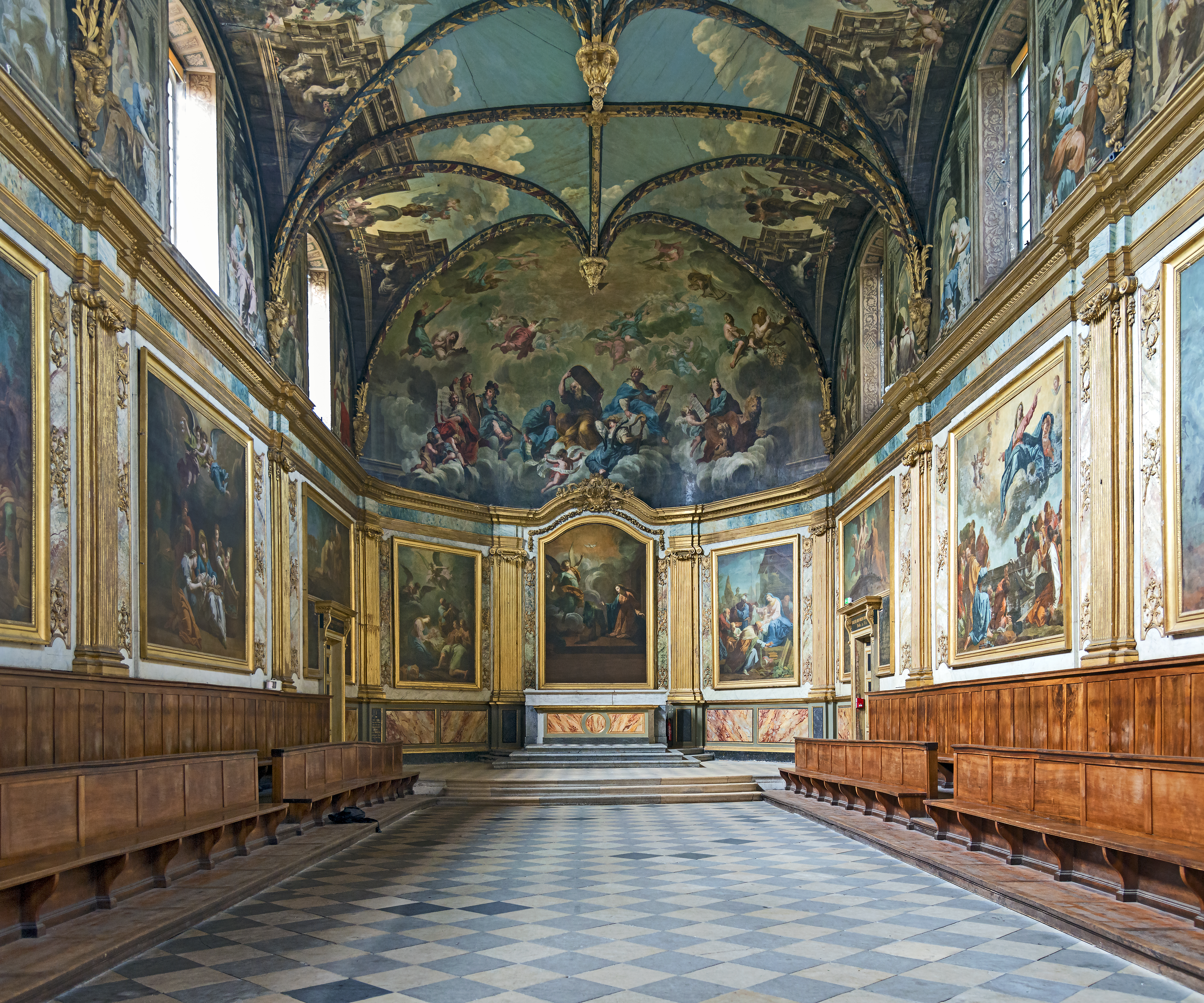
Cappella dei Carmelitani (secoli XVII e XVIII).

- Chiesa di Notre-Dame de la Dalbade, nel quartiere dei Carmes, è una chiesa con un bel portale rinascimentale decorato con un timpano in ceramica del XIX secolo di Gaston Virebent, ispirato all'Incoronazione della Vergine del Beato Angelico.
- Chiesa di San Pietro, eretta nel XVII come chiesa della certosa.
- La chiesa di Sant'Esuperio è una chiesa barocca dei Carmelitani Scalzi del XVII secolo.
- La cappella dei Carmelitani è l'unica parte superstite di un convento di monache carmelitane del XVII secolo. È notevole per il suo soffitto in legno con chiavi pendenti, dipinto con scene religiose del XVII e XVIII secolo.
- Basilica di Notre-Dame de la Daurade, eretta in stile neoclassico a partire dal 1764 sul sito di un antico tempio dedicato ad Apollo.

### Architetture civili

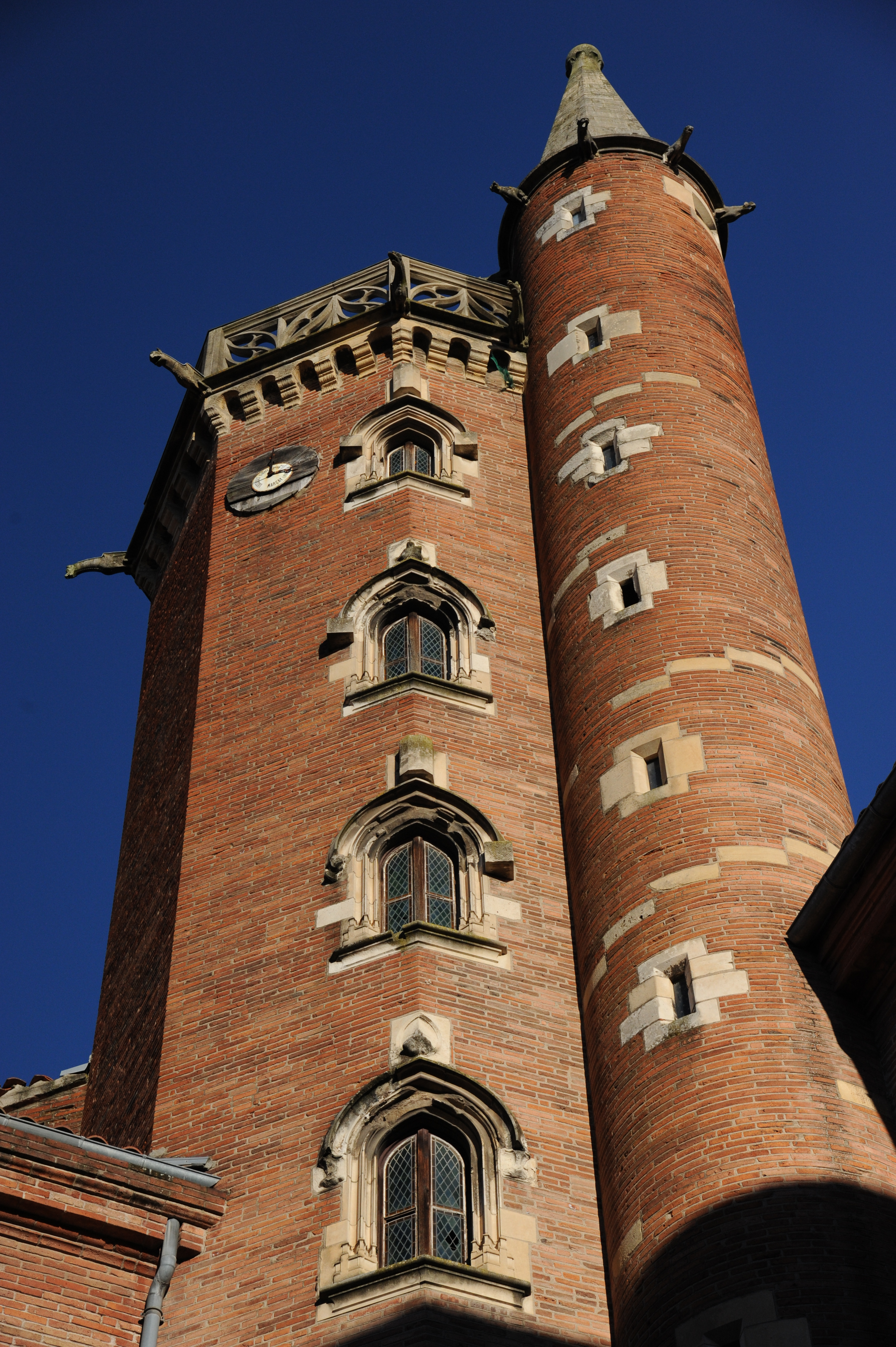
Torre Bernuy (stile gotico).

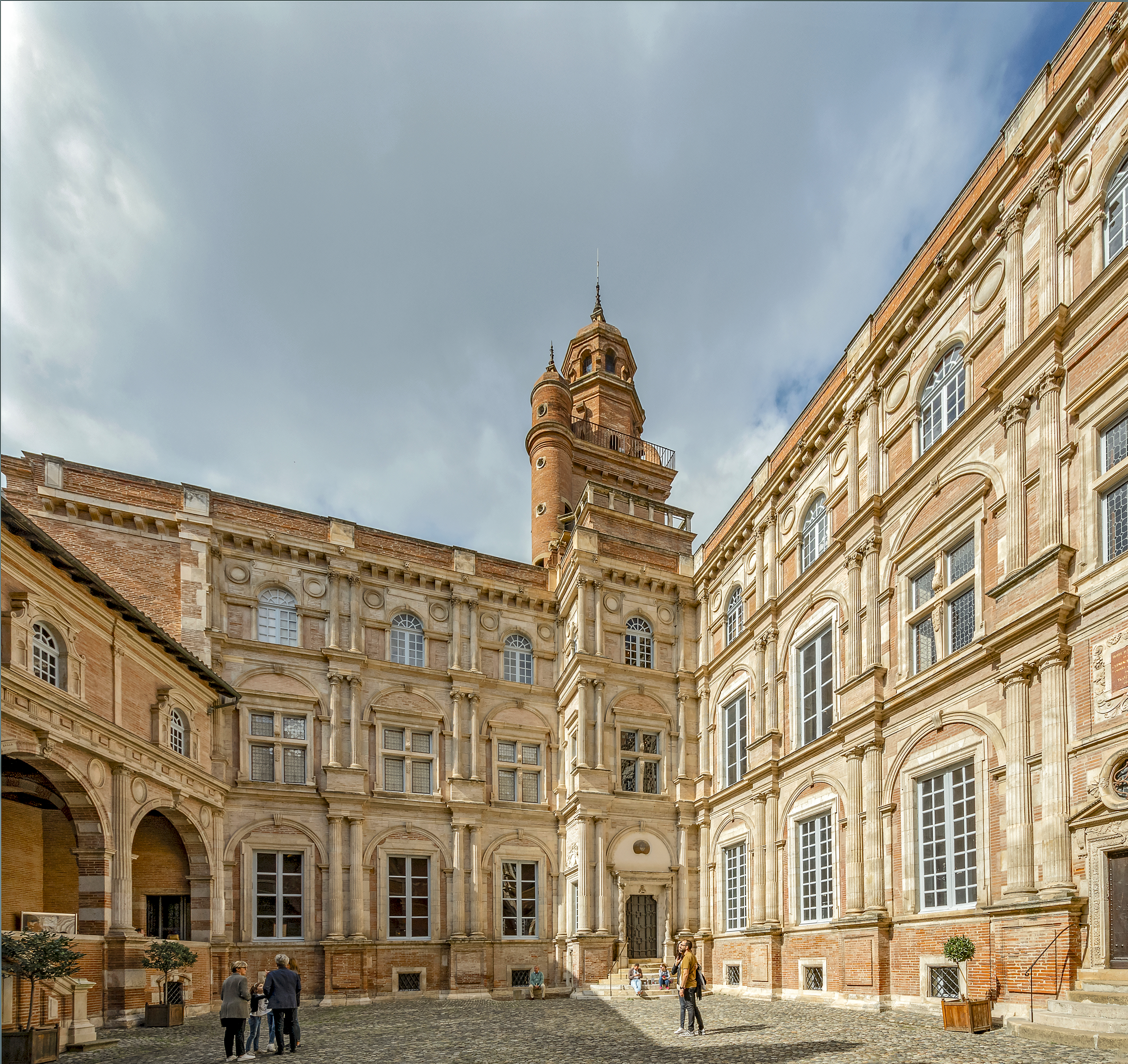
Hôtel d'Assézat (stile rinascimentale).

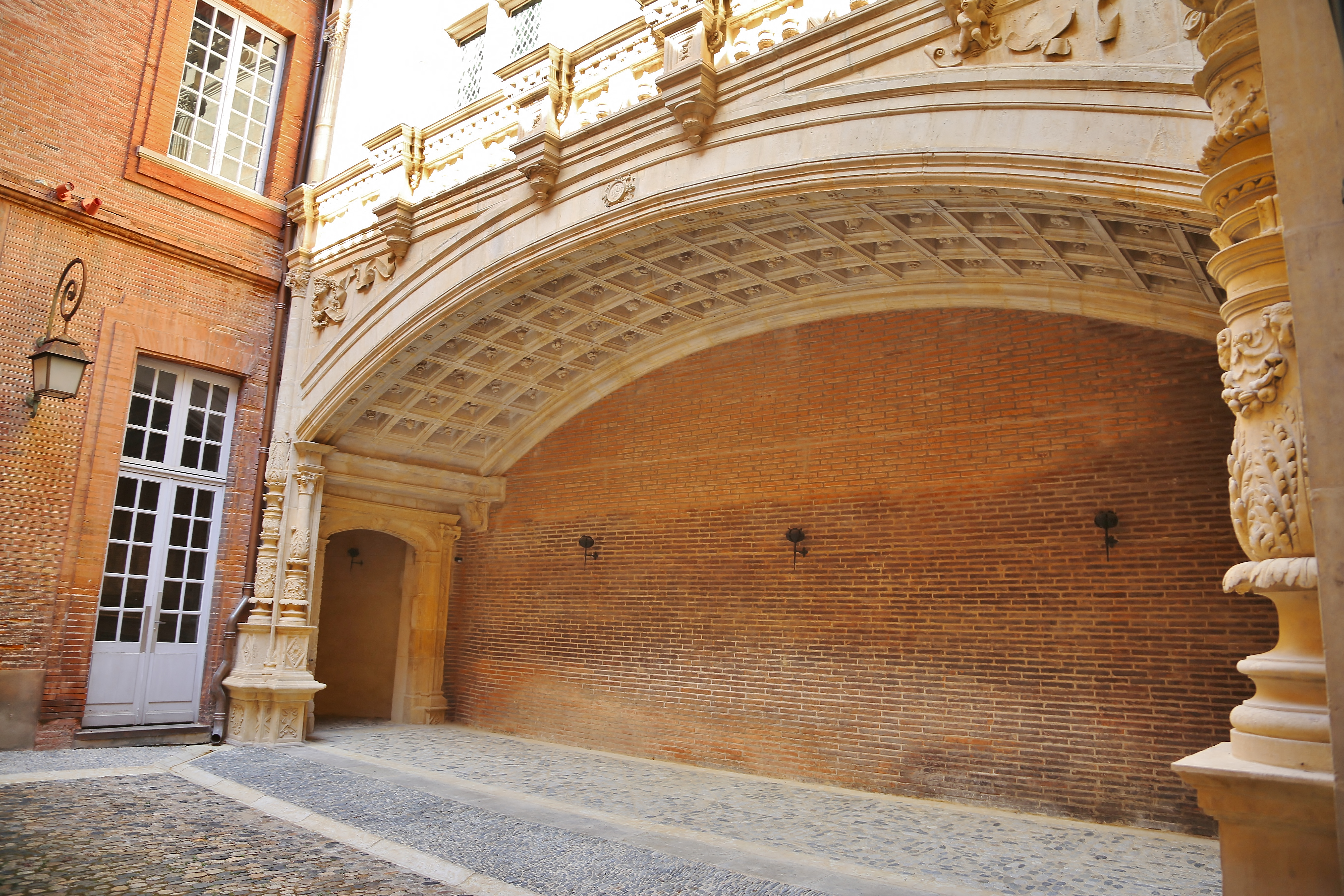
Volta ribassata dellHôtel de Bernuy (stile rinascimentale).

#### Architettura civile medievale
Tolosa ha conservato una trentina di torri scalari gotiche (più una dozzina di torri rinascimentali o successive), resti di palazzi privati (chiamati "hôtels particuliers") del Medioevo e dell'inizio del XVI secolo. Spesso nascoste nei cortili, alcune di queste torri sono abbastanza alte da superare la loro funzione di servire i piani e mostrare l'ambizione dei loro proprietari.
In un'epoca in cui la maggior parte delle case di Tolosa era costruita in legno o in adobe, la costruzione in mattoni di queste torri e di questi hôtels testimonia anche la loro qualità.

#### Architettura rinascimentale
Nel XVI secolo Tolosa visse un'epoca d'oro che coincise con il Rinascimento francese. Il commercio del guado ha fatto emergere i mercanti di levatura internazionale e il Parlamento di Tolosa fece della città la capitale giudiziaria di gran parte del sud della Francia. Queste ricche élite fecero costruire palazzi privati, notevoli per la loro architettura ispirata a trattati di architettura come quelli di Serlio, Alberti o Vitruvio, ma anche ai castelli reali della Valle della Loira e dell'Île-de-France.
Rinomate per la qualità della loro architettura, le dimore private del Rinascimento tolosano giunte fino a noi sono state costruite nell'arco di oltre un secolo (1515-1620 circa) da architetti di fama come Louis Privat, Nicolas Bachelier, Dominique Bachelier o Pierre Souffron. I più famosi di questi palazzi sono quelli di Assézat, Bernuy, Vieux-Raisin o Clary...

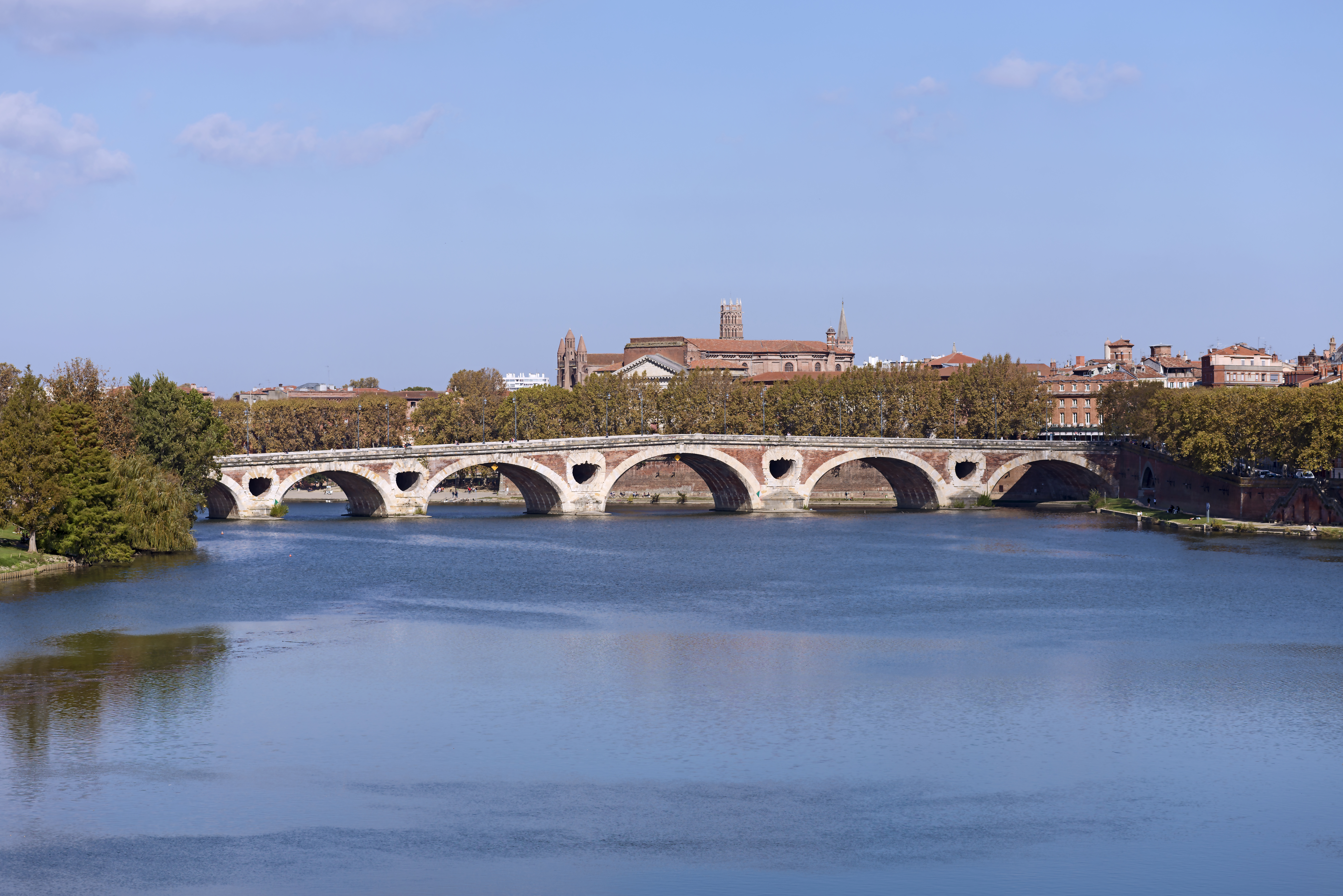
Il Ponte Nuovo (XVI-XVII secolo).

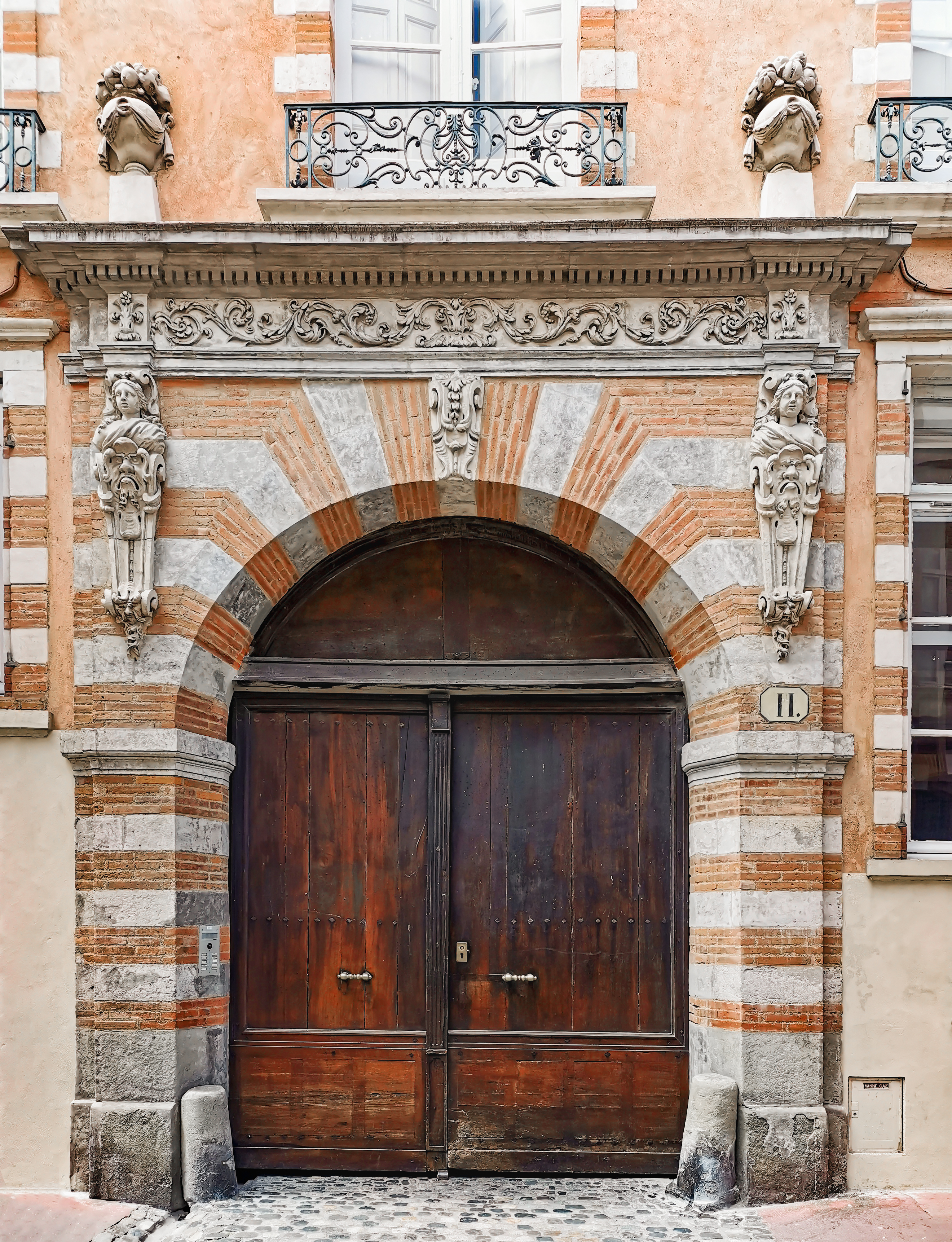
Stile in mattoni e pietra del XVII e XVIII secolo.

#### Architettura del XVII secolo

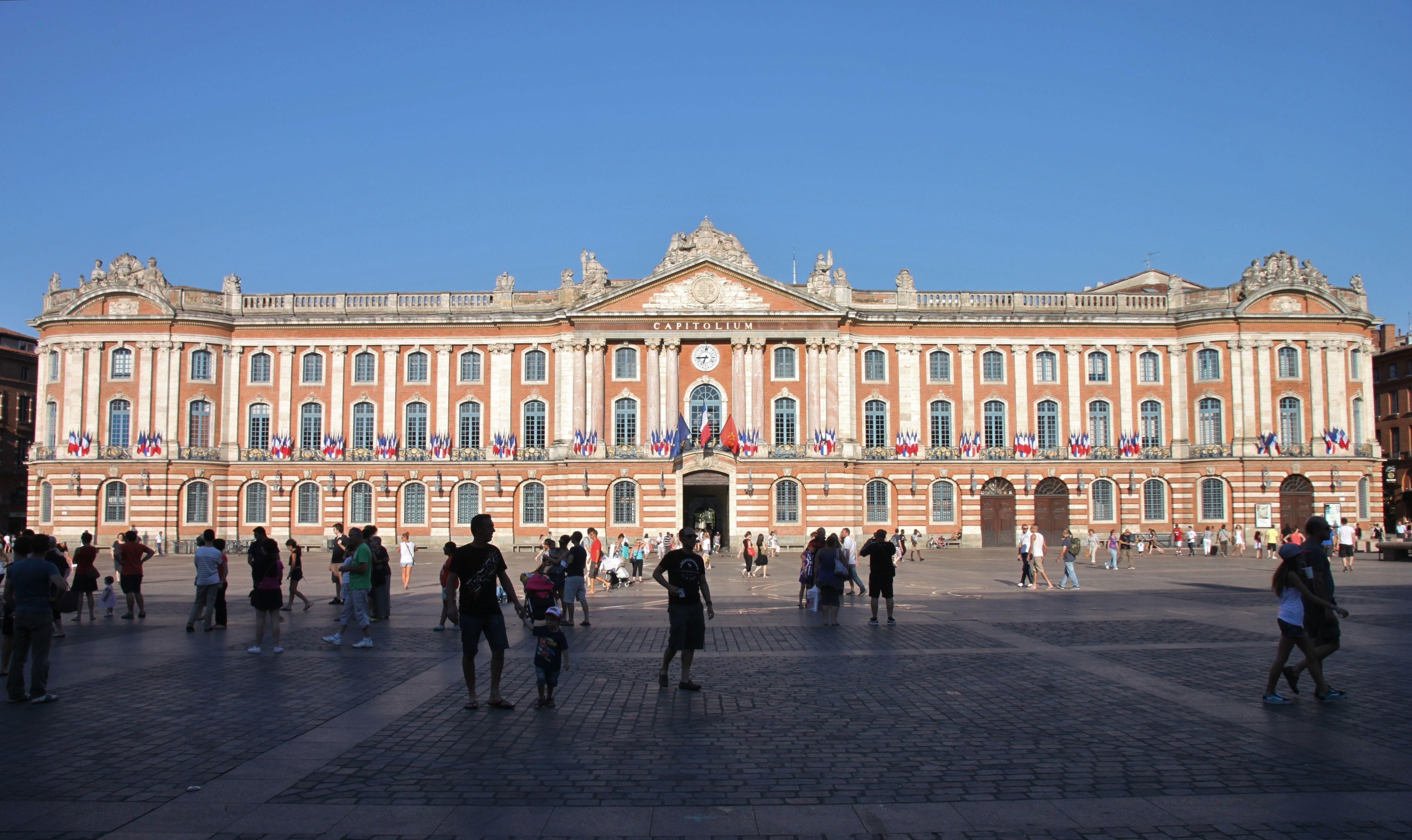
Il Campidoglio è sede del municipio (XVIII secolo).

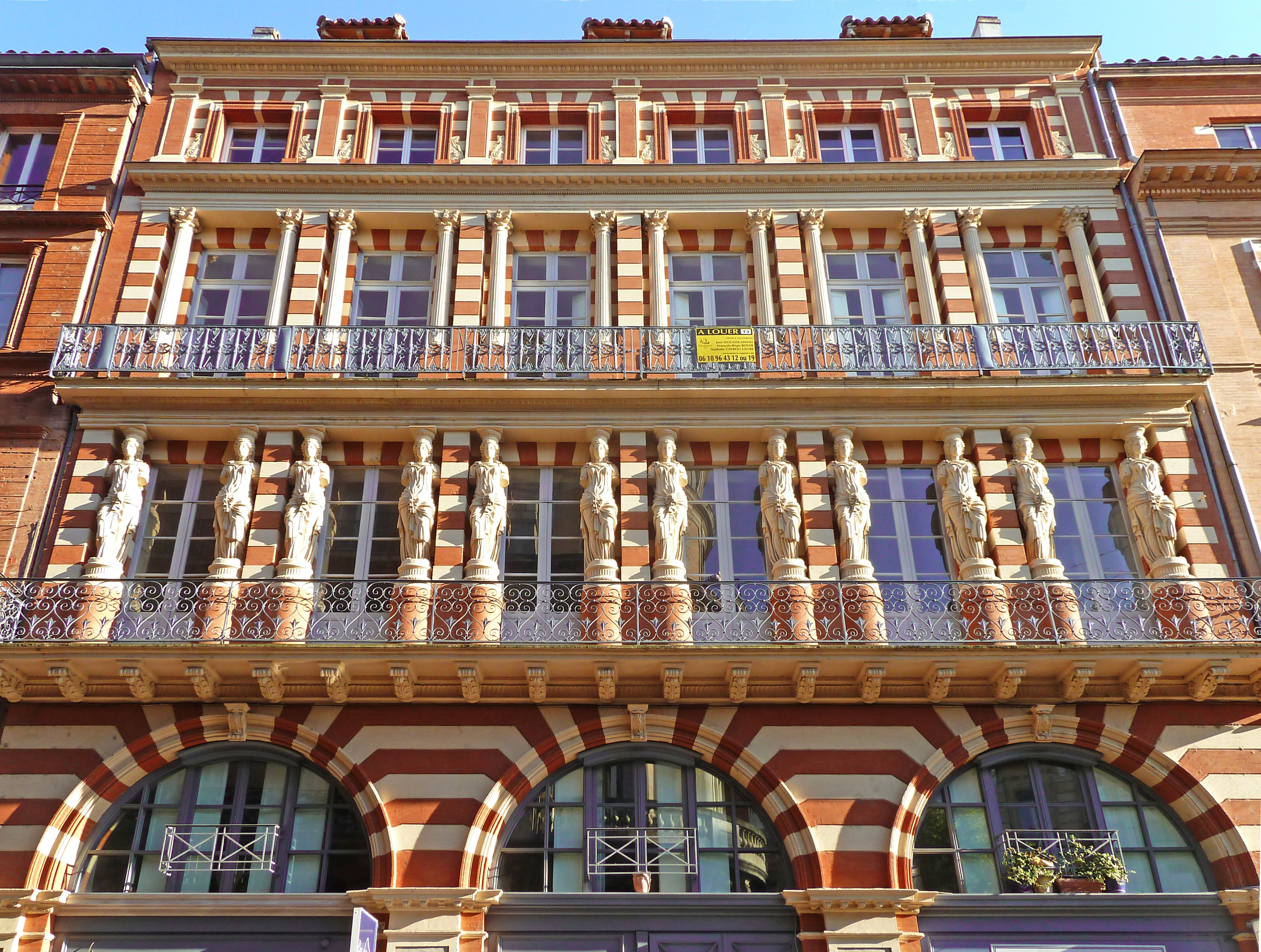
Facciata con decorazioni in terracotta modellata (XIX secolo).

Dopo il Rinascimento, le decorazioni nell'architettura civile divennero meno numerose e appariscenti, grazie all'importanza data alla moderazione delle strutture architettoniche e allo sviluppo delle decorazioni interne. I giochi di colore (tra mattoni e pietra) e i rilievi (bugnature) erano soluzioni meno costose e comunque efficaci per vivacizzare le facciate. Il XVII secolo è quello che ha dato a Tolosa il maggior numero di palazzi privati, la maggior parte dei quali costruiti da parlamentari.
Il XVII secolo vide anche la fine della costruzione del Ponte Nuovo ("Pont-Neuf"), durata quasi un secolo, data l'ambizione del progetto (1545-1632). Si trattava di un ponte molto moderno per l'epoca, che eliminava le abitazioni sul ponte e utilizzava tecniche dell'antichità romana o del Rinascimento italiano come gli archi ribassati, le aperture nelle pile e le punte sovrapposte per distribuire l'acqua intorno ai pilastri, che lo rendevano l'unico ponte di Tolosa a resistere alle violente piene del passato.

#### Architettura del XVIII secolo
Nel XVIII secolo Tolosa viveva grazie al suo Parlamento e al commercio del grano e del mais, potenziato dalla creazione del Canal du Midi alla fine del secolo precedente. Tra le principali realizzazioni architettoniche, spiccano senza dubbio la costruzione delle banchine della Garonna e la nuova facciata del Campidoglio (1750-1760), progettata dall'architetto Guillaume Cammas.
Nell'ultimo terzo del XVIII secolo, l'influenza sempre maggiore del modello parigino fece sì che il mattone rosso non fosse più popolare: le facciate della città furono quindi ricoperte di vernice bianca per imitare la pietra. Per questo motivo oggi, anche se la vernice bianca è stata generalmente rimossa, ci sono muri con profonde scanalature scavate nel mattone per imitare l'architettura a bugnato.

#### Architettura del XIX e XX secolo

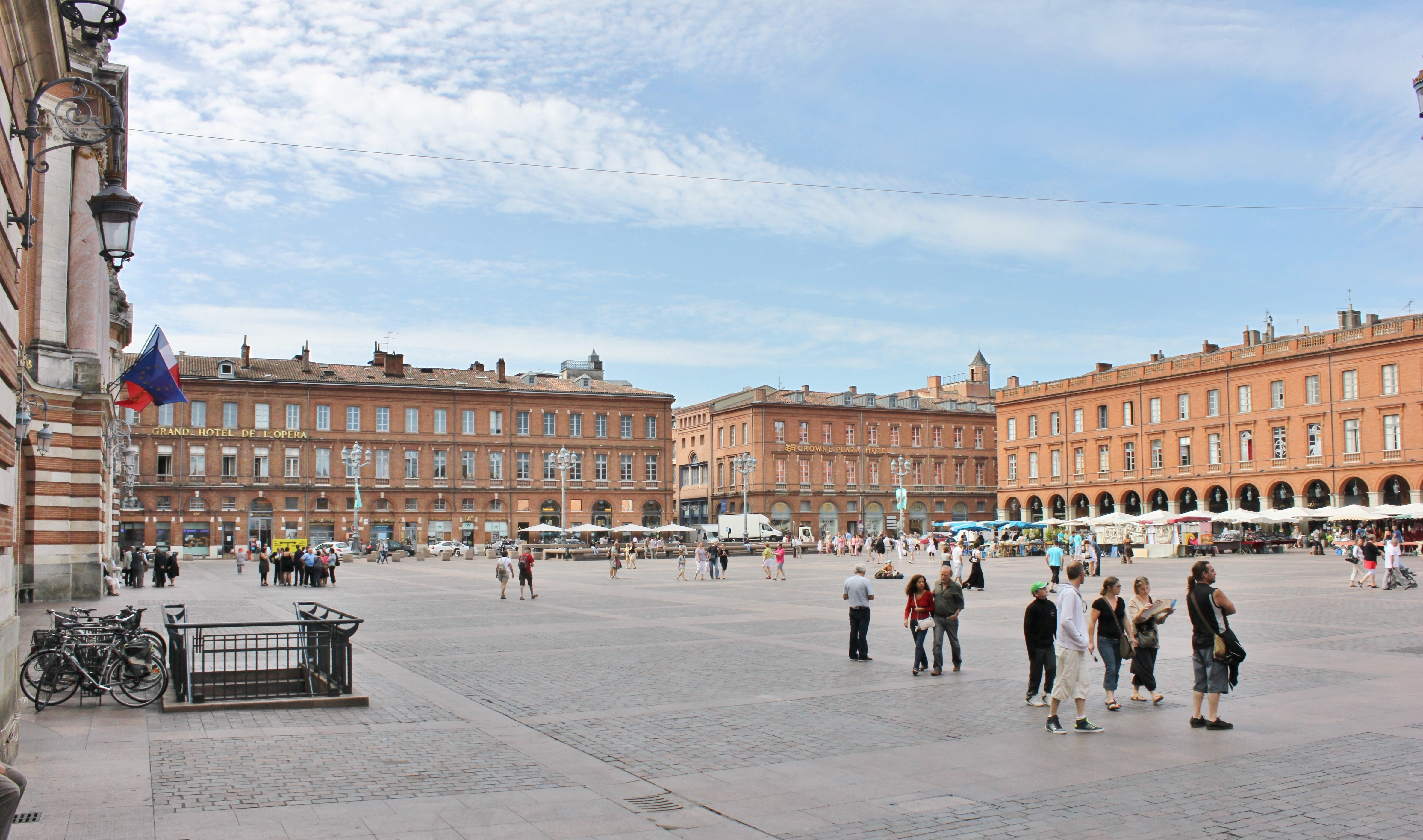
Place du Capitole e le sue facciate classiche (XIX secolo).

L'architettura di Tolosa del XIX secolo può essere suddivisa in tre periodi, che talvolta si sovrappongono. Nella prima metà del secolo, su iniziativa dell'architetto Jacques-Pascal Virebent, furono create le piazze principali con facciate ordinate: la Place du Capitole e la Place Wilson (chiamata Place Villeneuve quando fu costruita), la cui architettura uniforme si ispirava alla Rue de Rivoli di Parigi.
A partire dal 1830, Auguste Virebent e i suoi fratelli (figli di Jacques-Pascal) svilupparono una fabbrica di decorazioni modellate a basso costo che riscosse grande successo e adornò le facciate di Tolosa con numerosi ornamenti in terracotta, lontani dall'austera architettura classica del padre.
Poi, nell'ultimo terzo del XIX secolo, vennero aperti nel centro città grandi viali in stile Haussmann, come la centrale via Alsace-Lorraine, costruita in mattoni gialli a imitazione della pietra parigina.

### Banchi della Garonna, Canal du Midi, parchi

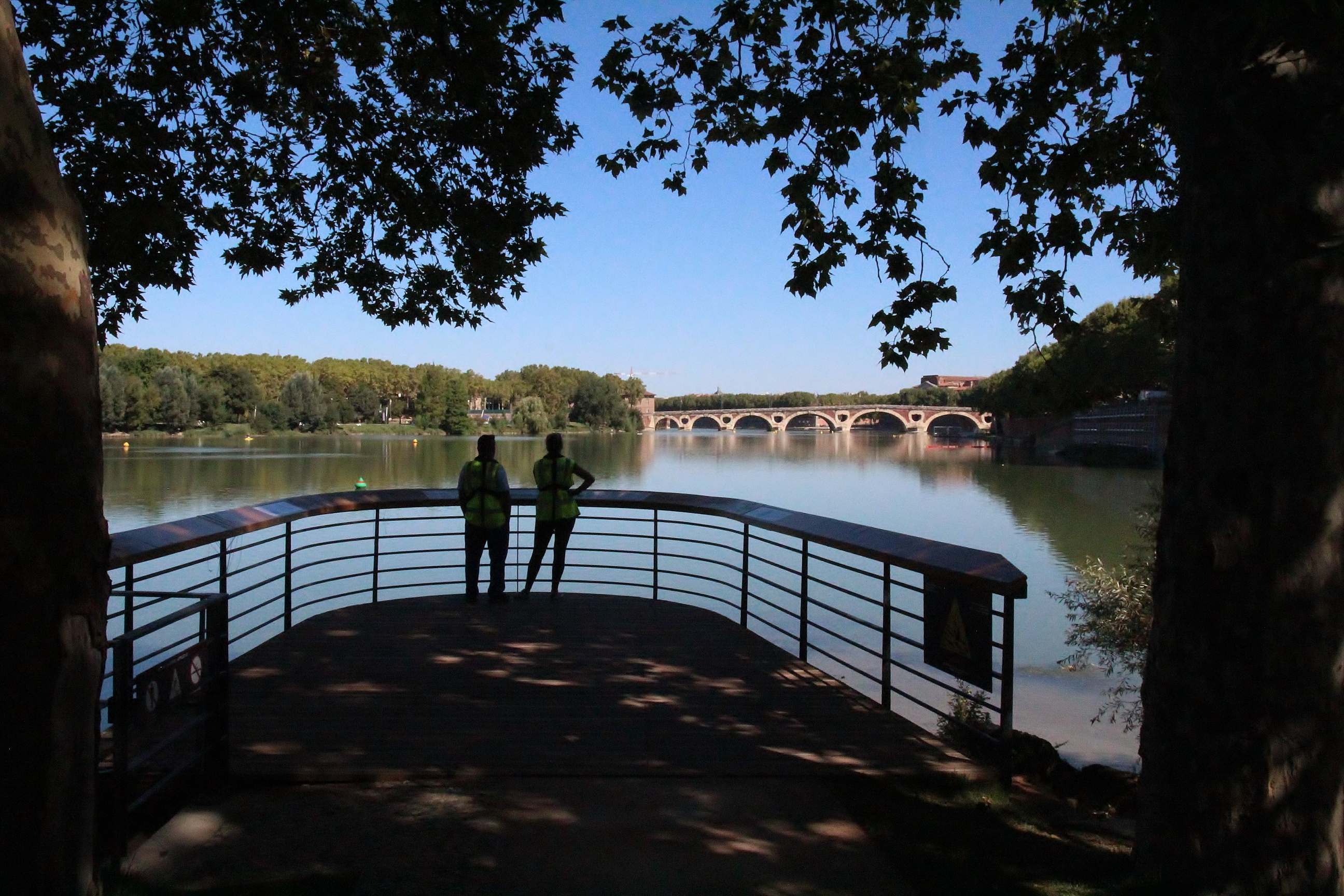
Numerosi parchi e spazi verdi costeggiano la Garonna nel cuore di Tolosa.

Le rive del fiume Garonna offrono un interessante panorama urbano della città. Argini in mattoni rossi del XVIII secolo racchiudono il fiume, che un tempo era soggetto a inondazioni distruttive. A valle del Ponte Nuovo, lungo 220 metri, il Bazacle è un guado che attraversa il fiume Garonna, nel XII secolo la Società di macinazione del Bazacle fu la prima società per azioni europea di cui si abbia notizia. Sulla riva sinistra del fiume, storicamente soggetta a inondazioni, si trovano due antichi ospedali le cui origini risalgono al XII secolo: l'Hôtel-Dieu Saint-Jacques e l'Hôpital de La Grave. Isolati sulla riva sinistra, le vittime della peste e gli altri malati erano così tenuti lontani dalla città grazie alla larghezza del fiume.
Costruito alla fine del XVII secolo, il Canal du Midi aggira il centro della città e collega Tolosa al Mar Mediterraneo. I suoi 240 chilometri sono stati iscritti nel 1996 nel Patrimonio dell'Umanità dell'UNESCO.
Il "Jardin des Plantes" (giardino delle piante), il "Grand Rond" (grande cerchio) e il Giardino Reale formano un complesso di parchi adiacenti che si estende per diversi isolati e comprende il Museo di Storia Naturale, caffè, attività per bambini e un giardino botanico (XVIII-XIX secolo). La "Prairie des Filtres" (prato filtro), il giardino Raymond VI e il giardino giapponese sono altri parchi interessanti che costeggiano il centro di Tolosa.

Banchi della Garonna, Canal du Midi, parchi
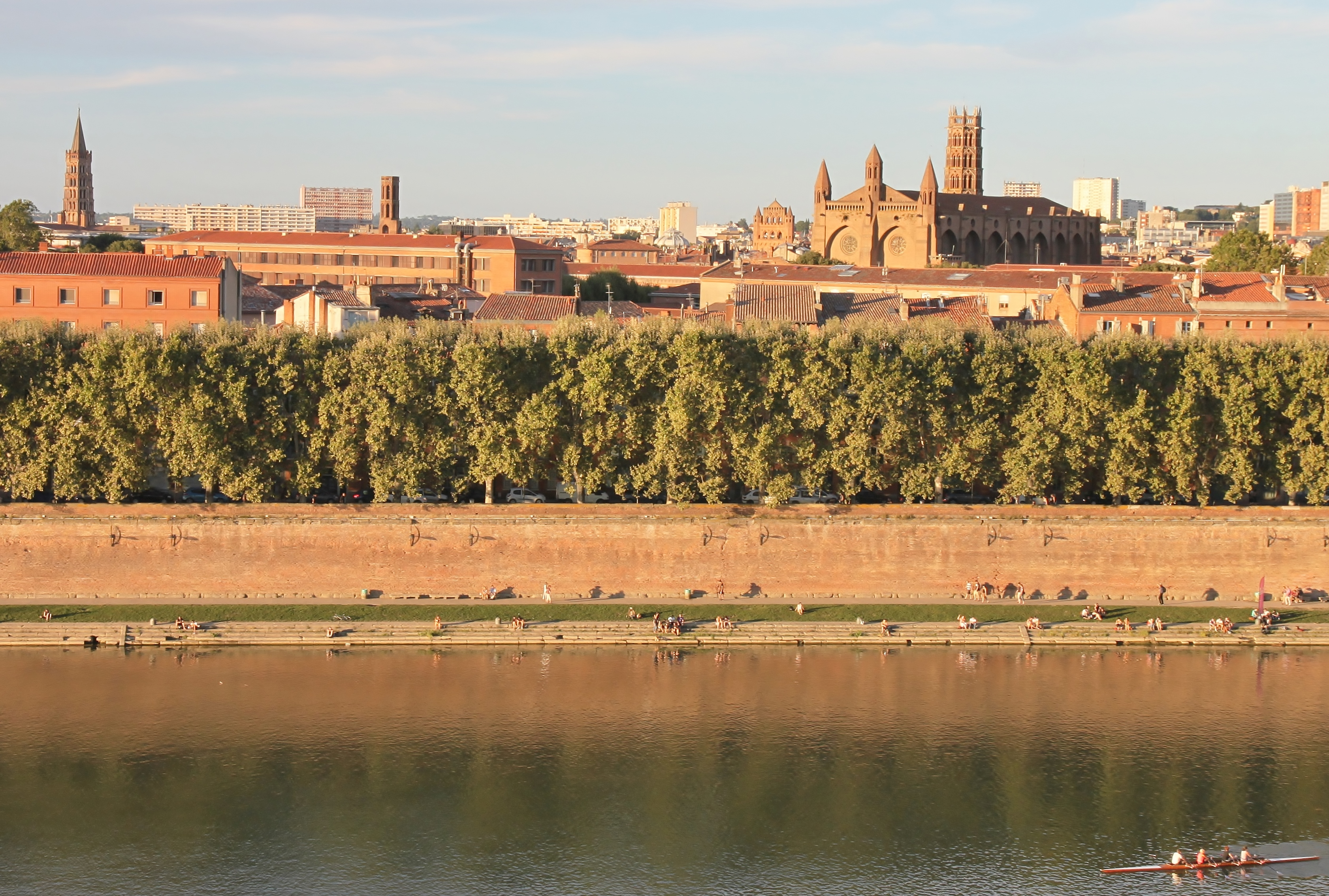
Argini in mattoni rossi del XVIII secolo.
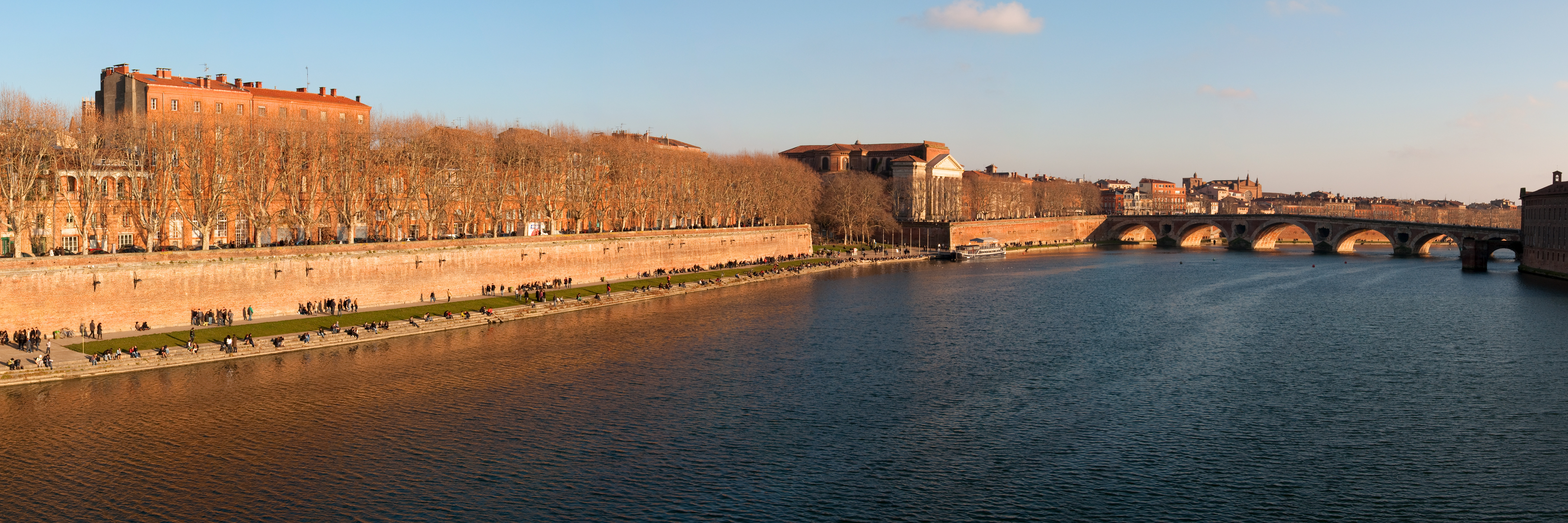
Banchine della Garonna e del Ponte Nuovo.
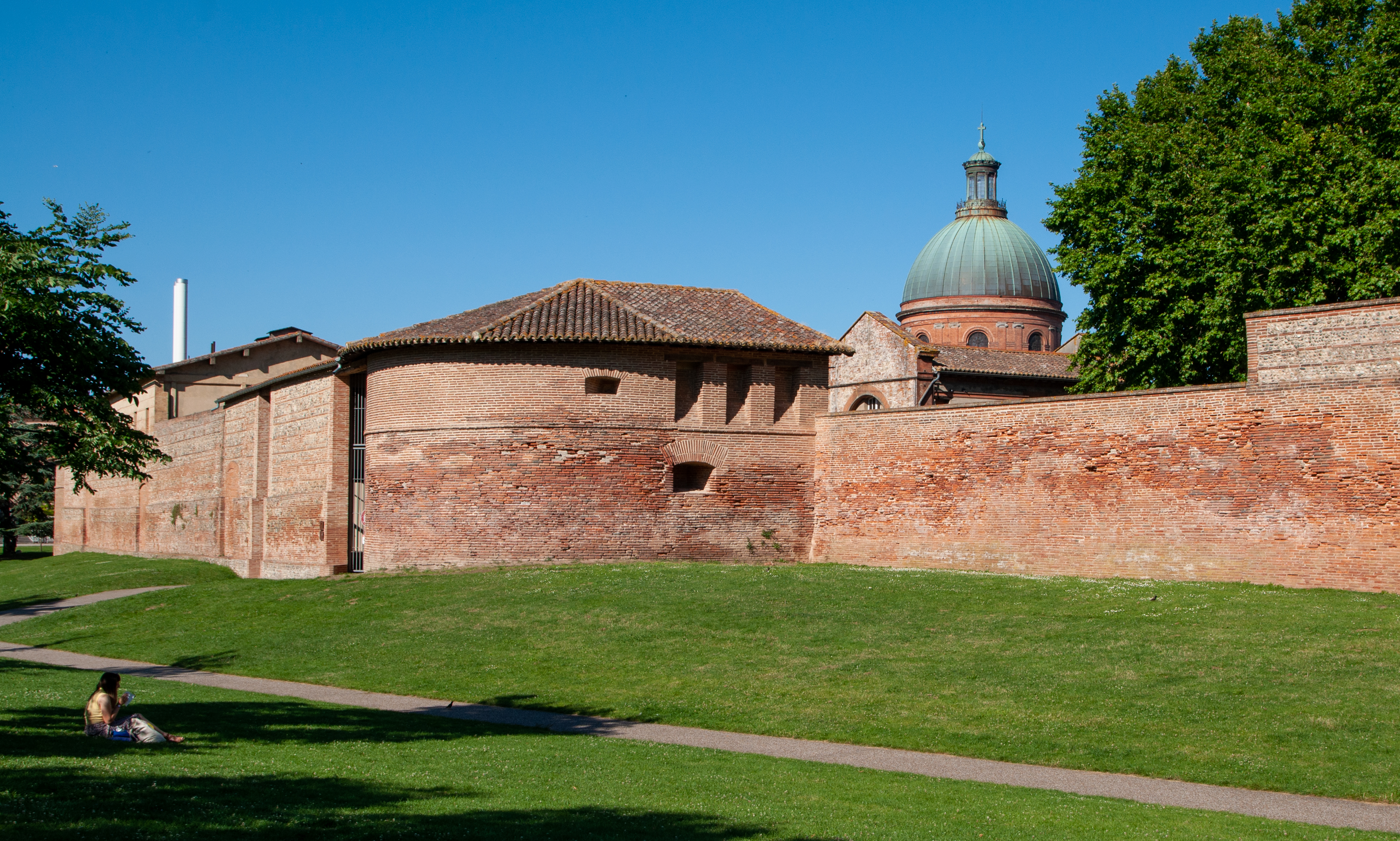
Il giardino Raimondo VI, ai piedi degli ultimi resti degli antichi bastioni di Tolosa sulla riva sinistra.
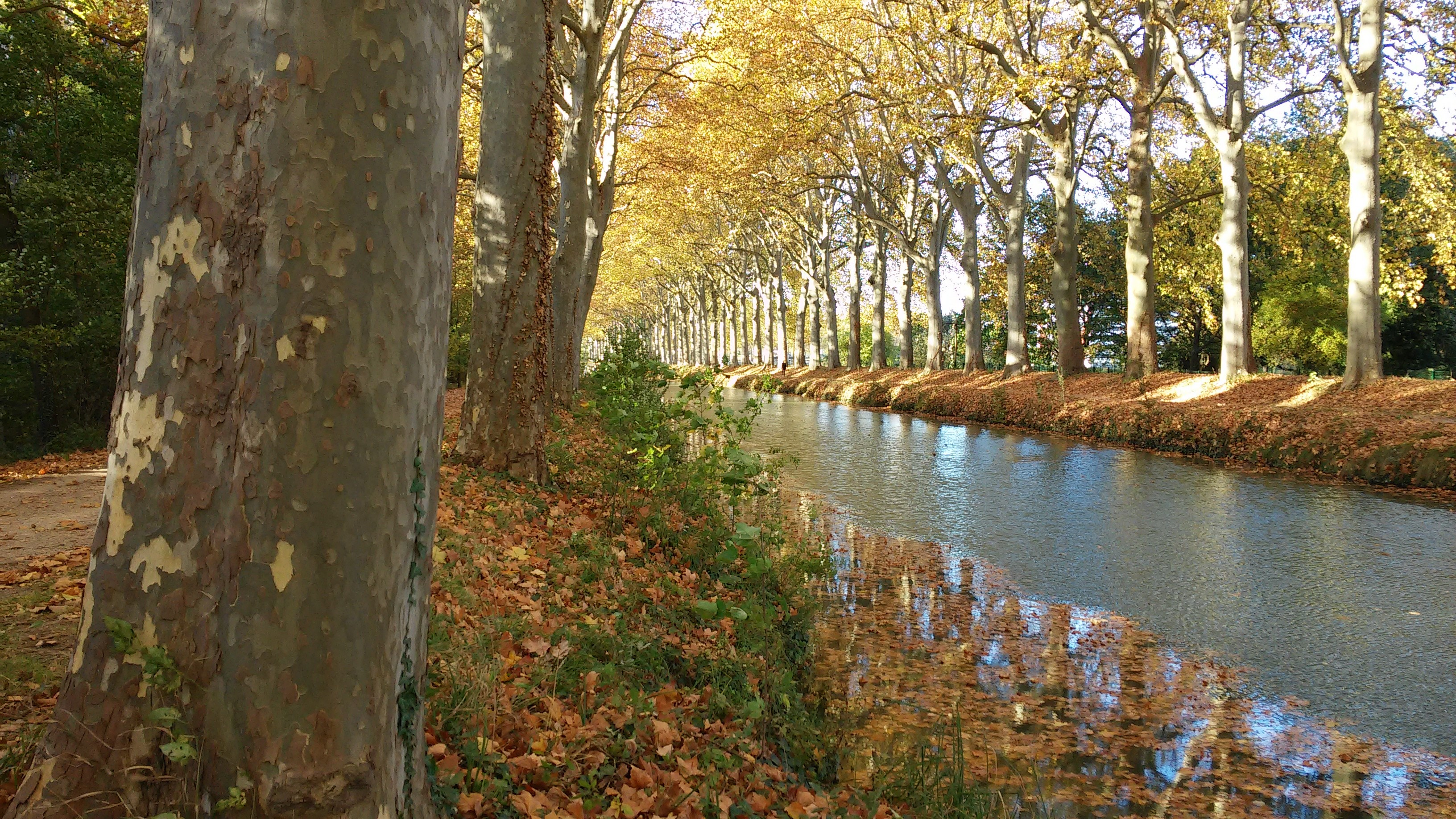
Canal du Midi (XVII sec.).
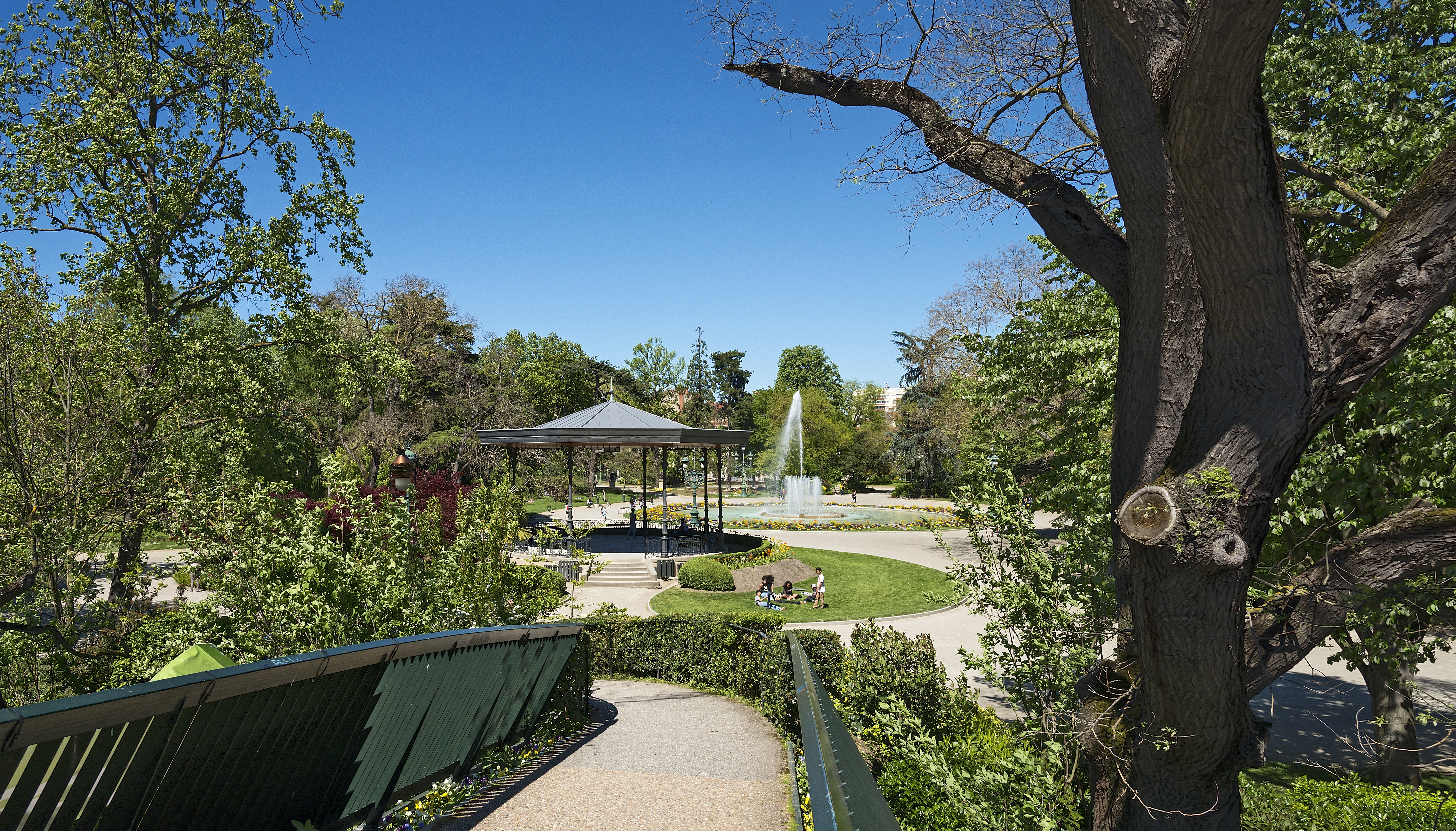
Parco "Grand rond".

## Società

### Evoluzione demografica
Abitanti censiti

## Cultura

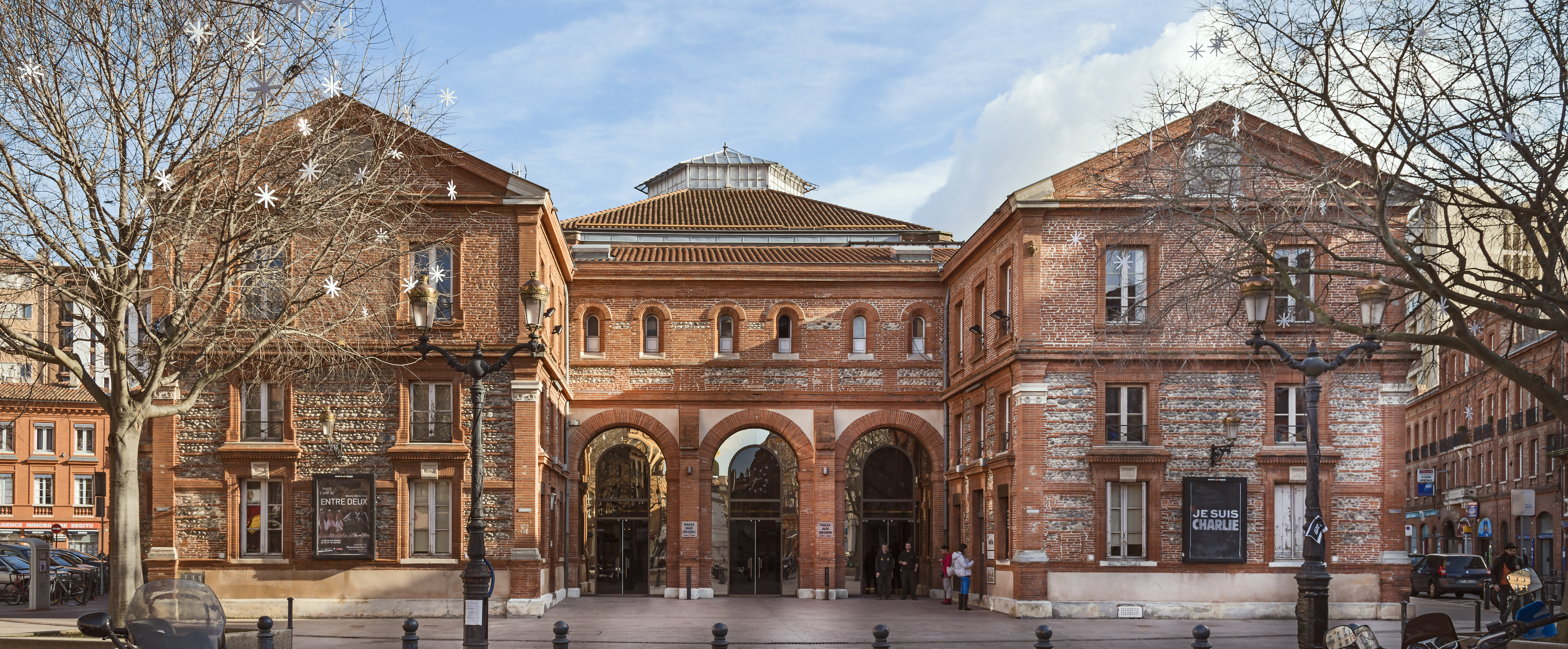
L'Orchestre du Capitole si esibisce in un ex mercato dei cereali del XIX secolo: La Halle aux grains.

La vita culturale tolosana è ricca di apporti interculturali (soprattutto spagnoli derivanti dagli esuli della guerra civile alla metà degli anni '60 e magrebini dagli anni '70) dovuti anche alla gran quantità di studenti, francesi e no, presenti nella città, che favoriscono un clima di tolleranza e di amicizia, nonché di grande scambio culturale.
Uno dei maggiori eventi culturali organizzati a Tolosa è il Cartoon Forum, dove decine di case di produzioni internazionali presentano ogni anno i loro prodotti più importanti.

### Musica
Un tempo Tolosa era una roccaforte dell'opera e del belcanto e veniva paragonata alla Scala di Milano. Oggi questa tradizione è ancora forte, e l'Orchestre National du Capitole è una delle orchestre più rinomate di Francia, sotto la direzione di direttori famosi come Michel Plasson e Tugan Sochiev. Nel 2023 Tolosa ha ottenuto il riconoscimento UNESCO di "città creativa per la musica".

### Musei e parchi a tema

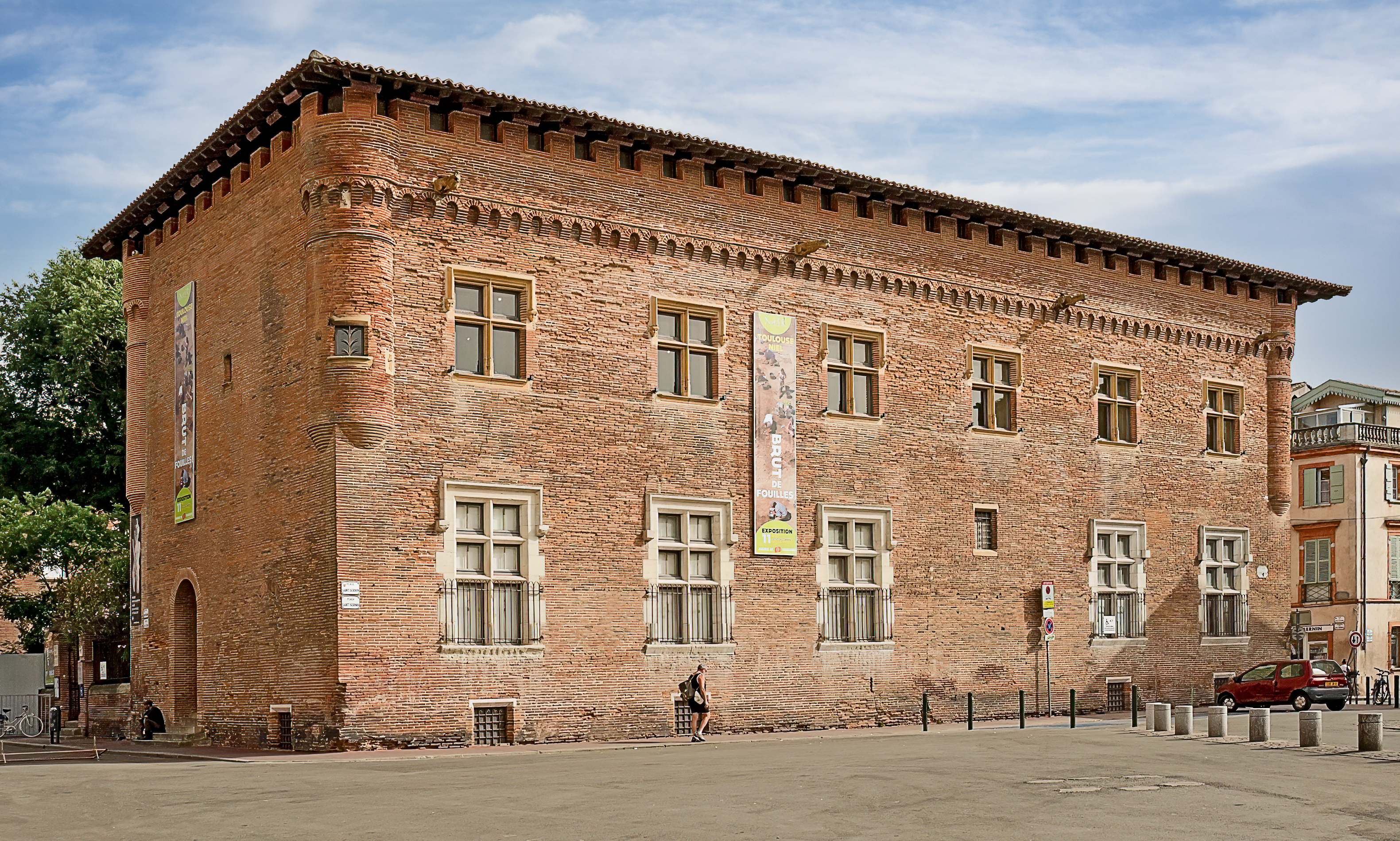
Il museo Saint-Raymond, ex collegio universitario.

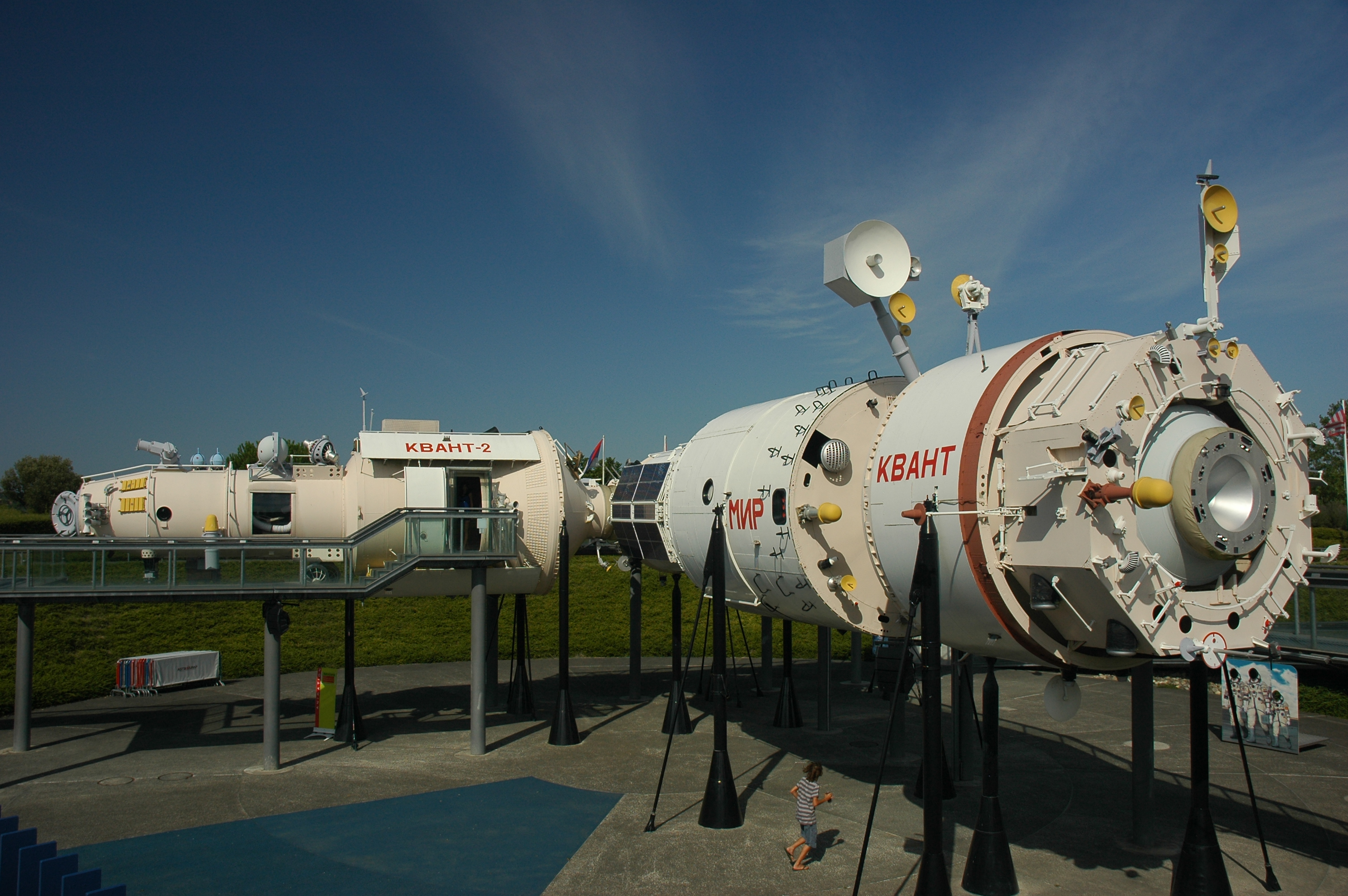
La Città dello spazio.

Tolosa ha molti musei, i più importanti dei quali sono:
- Il Musée des Augustins è il museo delle belle arti di Tolosa, situato nell'ex convento degli Agostiniani.
- La Fondazione Bemberg, ospitata nell'Hôtel d'Assézat, presenta al pubblico una delle maggiori collezioni private d'arte in Europa.
- Il Museo Saint-Raymond è il museo archeologico di Tolosa; situato in un ex collegio dell'università, presenta la storia antica di Tolosa e una ricchissima collezione di sculture romane provenienti dalla villa imperiale romana di Chiragan.
- Il Museo Paul Dupuy è il museo delle Arti Decorative e Grafiche, che comprende una ricchissima collezione di orologi.
- Il Musée Georges Labit è dedicato ai manufatti delle civiltà dell'Estremo Oriente e dell'Antico Egitto.
- Il Muséum de Tolosa è uno dei più importanti musei di storia naturale della Francia, ospitato nell'ex convento dei Carmelitani Scalzi.
- "Les Abattoirs" è il museo di arte moderna e contemporanea della città, aperto in un ex mattatoio comunale.

Tolosa ha anche diversi parchi tematici, che mettono in evidenza il suo patrimonio aeronautico e spaziale:
- Cité de l'espace (Città dello spazio), dedicato al volo spaziale e alla scoperta dell'universo.
- Aeroscopia è un parco tematico aeronautico situato vicino all'aeroporto di Tolosa-Blagnac, dedicato alla conservazione del patrimonio storico aeronautico (ospita ad esempio due aerei di linea Concorde).
- "L'Envol des pionniers" (Volo dei pionieri) è un museo che ripercorre la grande avventura dell'Aéropostale, una compagnia di posta aerea pionieristica con sede a Tolosa che operò tra la Francia e il Sud America dal 1918 al 1933, impiegando piloti leggendari come Antoine de Saint-Exupéry, Jean Mermoz o Henri Guillaumet...
- "La Halle de La Machine" (La sala de la Macchina) è una vasta sala che ospita numerose macchine animate piccole o giganti, spesso ispirate al mondo dell'aeronautica, dell'uomo o dell'epica tecnologica.

### L'Osservatorio astronomico
L'Osservatorio di Tolosa fu costruito nel 1733 e fondato dall'Accademia Reale delle Scienze Iscrizioni e Belle Lettere. Tra gli insigni studiosi di astronomia, gli astronomi Félix Tisserand, Henri Joseph Anastase Perrotin, Marie-Henry Andoyer

### Università

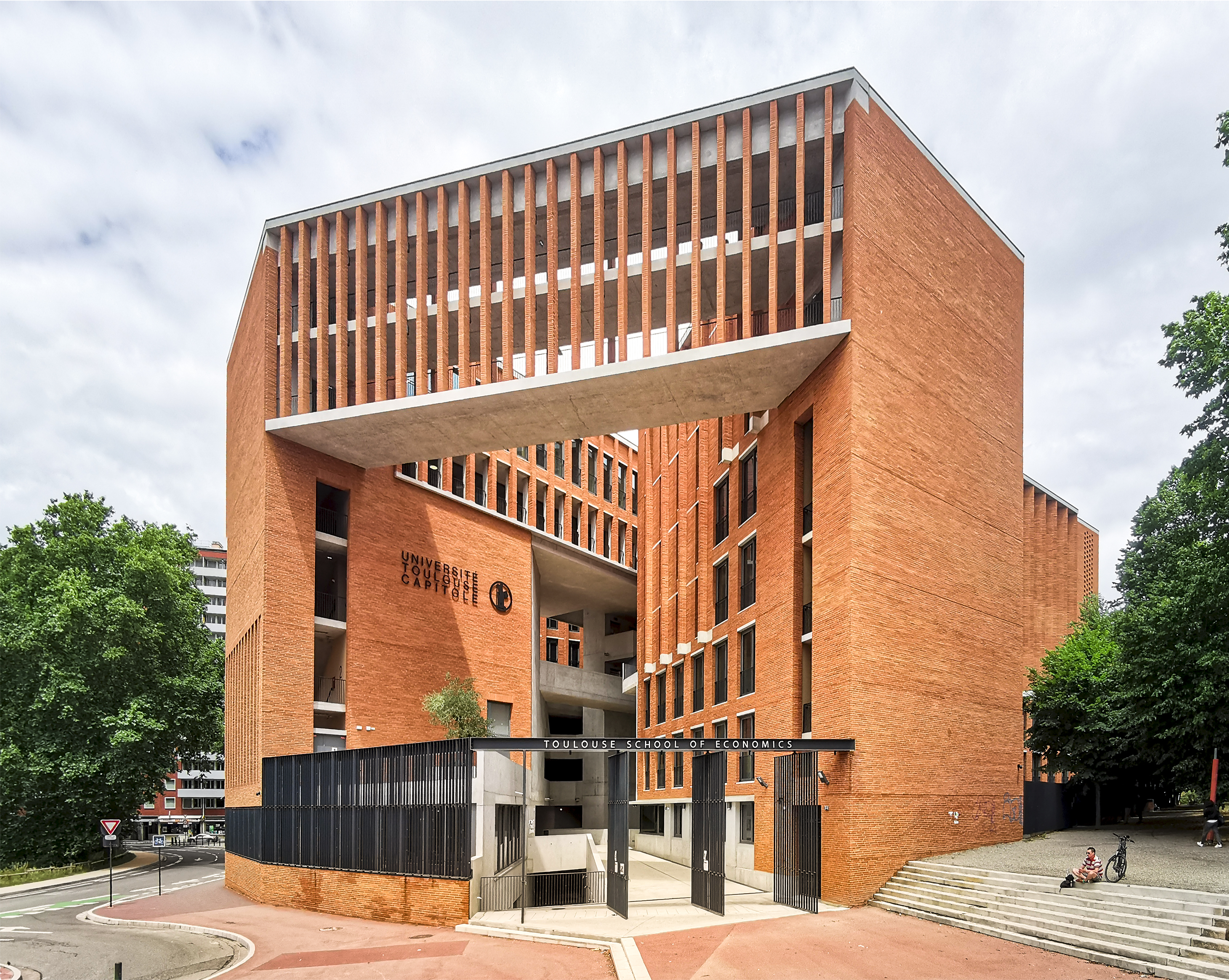
La "Toulouse School of Economics" (la Scuola di Economia di Tolosa).

Tolosa è la seconda città universitaria della Francia, dopo Parigi, per numero di studenti residenti.
Vi si trova l'Università di Tolosa (Université de Toulouse), fondata nel 1229 e attualmente divisa in tre università separate. Come quelle di Oxford e Parigi, l'Università è stata fondata in un periodo in cui gli europei iniziavano a riscoprire le opere dei filosofi greci. Questi istituti furono sostenuti dalla Chiesa al fine di riconciliare la filosofia greca e la teologia cristiana. Attualmente frequentano le università l'Università Toulouse-I, l'Università Jean-Jaurès (ex Le Mirail; anche detta Toulouse-II), l'Università Paul-Sabatier (Toulouse-III), e le scuole specializzate (Sciences Po Toulouse, TBS, ISEG Group, ISEFAC), ed anche le politecniche (INSA Toulouse, E-Artsup, EPITA, EPITECH, ISAE nata dall'unione di SUPAERO e de l'ENSICA, ENAC, IPSA, ENSEEIHT, INPT, ...) all'incirca 94000 studenti provenienti da tutto il mondo.
Tolosa ospita inoltre l'Istituto di Economia Industriale (Institut D'Economie Industrielle, IDEI) che è diventato uno dei migliori centri di ricerca economica del mondo e la scuola ad esso connessa (Toulouse School of Economics) che ricerca gli studenti migliori dei paesi dell'Unione Europea. Affiliata all'Università di Tolosa è la Toulouse Business School (TBS), una Grande Ecole francese che appartiene al prestigioso 1% delle business school che detengono la "tripla corona" di accreditamenti internazionali: AACSB, AMBA ed EQUIS.
Dal 1982 è la sede del Centro Nazionale di Calcolo di Météo-France, che dirige gli studi meteorologici dell'intero paese.
Inoltre, la città ospita l'Institut catholique de Toulouse, che è l'erede dell'Università di Tolosa, fondata il 12 aprile 1229 in base al trattato di pace firmato tra il re Luigi IX di Francia e il conte Raimondo VII di Tolosa, sotto gli auspici del legato di papa Gregorio IX. Nel 1877 fu rifondata sull'antica dimora locale di san Domenico di Guzmán.

## Economia

### Industria

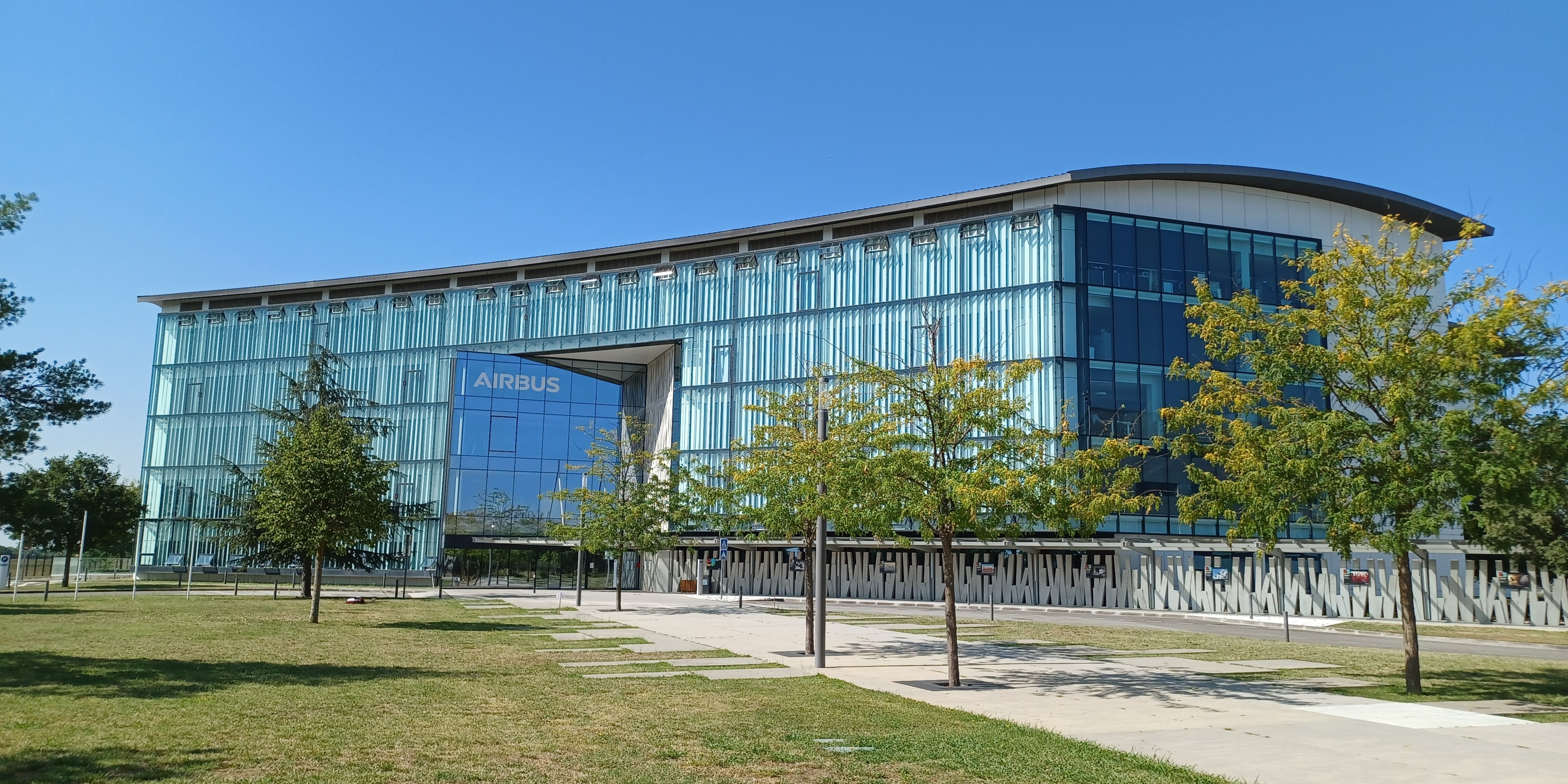
Sede centrale globale di Airbus presso l'aeroporto di Toulouse-Blagnac

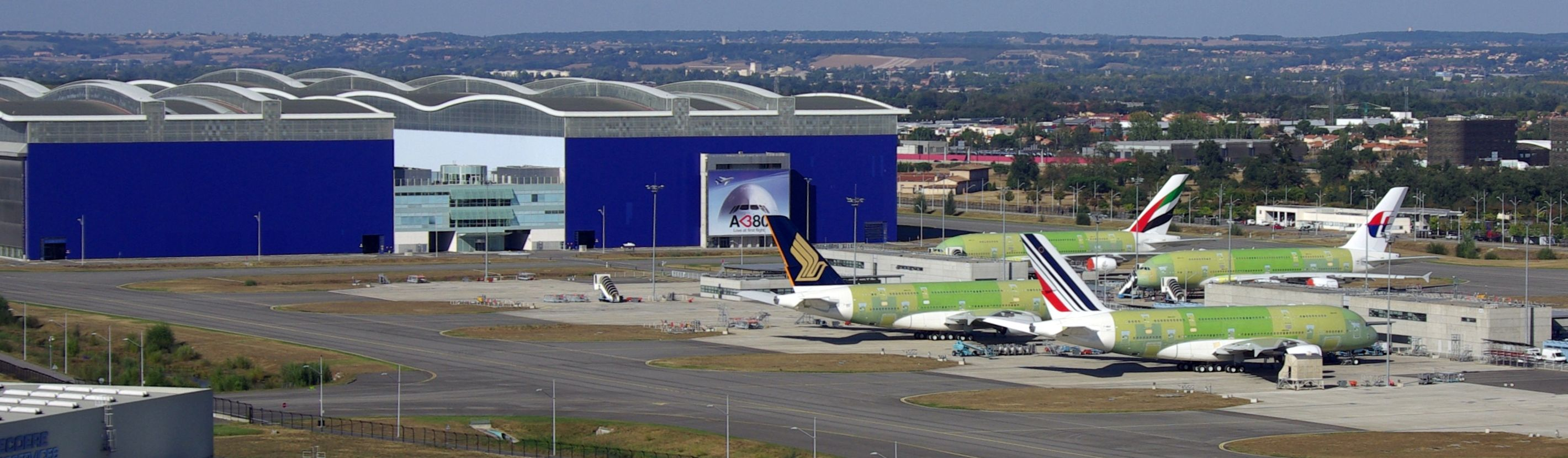
Impianto di produzione di aeromobili Airbus all'aeroporto di Tolosa.

Tolosa è conosciuta nel mondo per l'industria ad alta tecnologia, tra cui spicca quella aeronautica: con Amburgo (Germania), è infatti una delle due città che assemblano gli aerei della casa produttrice europea Airbus, la cui sede e lo stabilimento si trovano nei pressi dell'aeroporto di Toulouse-Blagnac. A Tolosa dal 2005 viene costruito inoltre l'aereo più grande del mondo, l'Airbus A380. Nella città hanno sede anche numerose altre aziende che operano nel settore dell'Alta Tecnologia, tra cui la SPOT images (immagini per satelliti), la Thales Alenia Space, EADS Astrium, la ATR GIE ("Avions de Transports Regional") e il CNES ("Centro Nazionale di Studi Spaziali"). Nel sud della città si incontrano numerose fabbriche dedicate alla produzione di prodotti chimici, tra cui AZF, il cui sito tuttavia è attualmente in corso di riqualificazione.

### Aeronautica
Tolosa è sede della famosa società produttrice di aeromobili Airbus, sita presso l'aeroporto di Tolosa-Blagnac. Nel suo territorio è in funzione la Cité de l'espace, parco a tema di indirizzo scientifico, dedicato alle tematiche della conquista dello spazio, all'astronautica e all'astronomia.

## Infrastrutture e trasporti

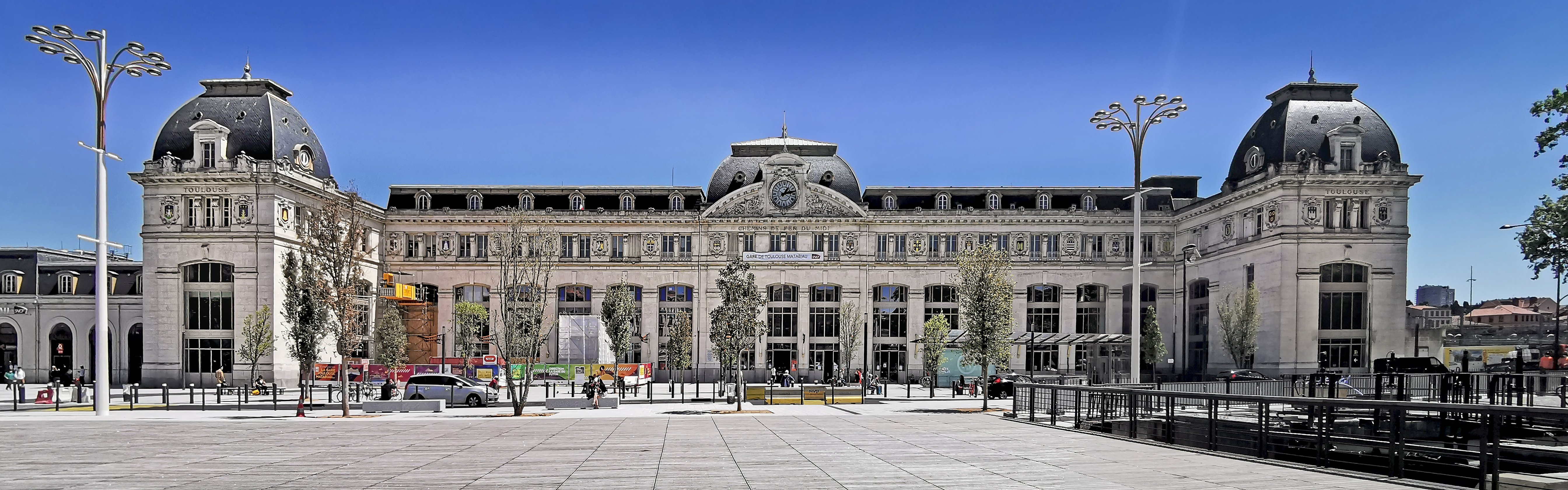
Stazione di Tolosa-Matabiau.

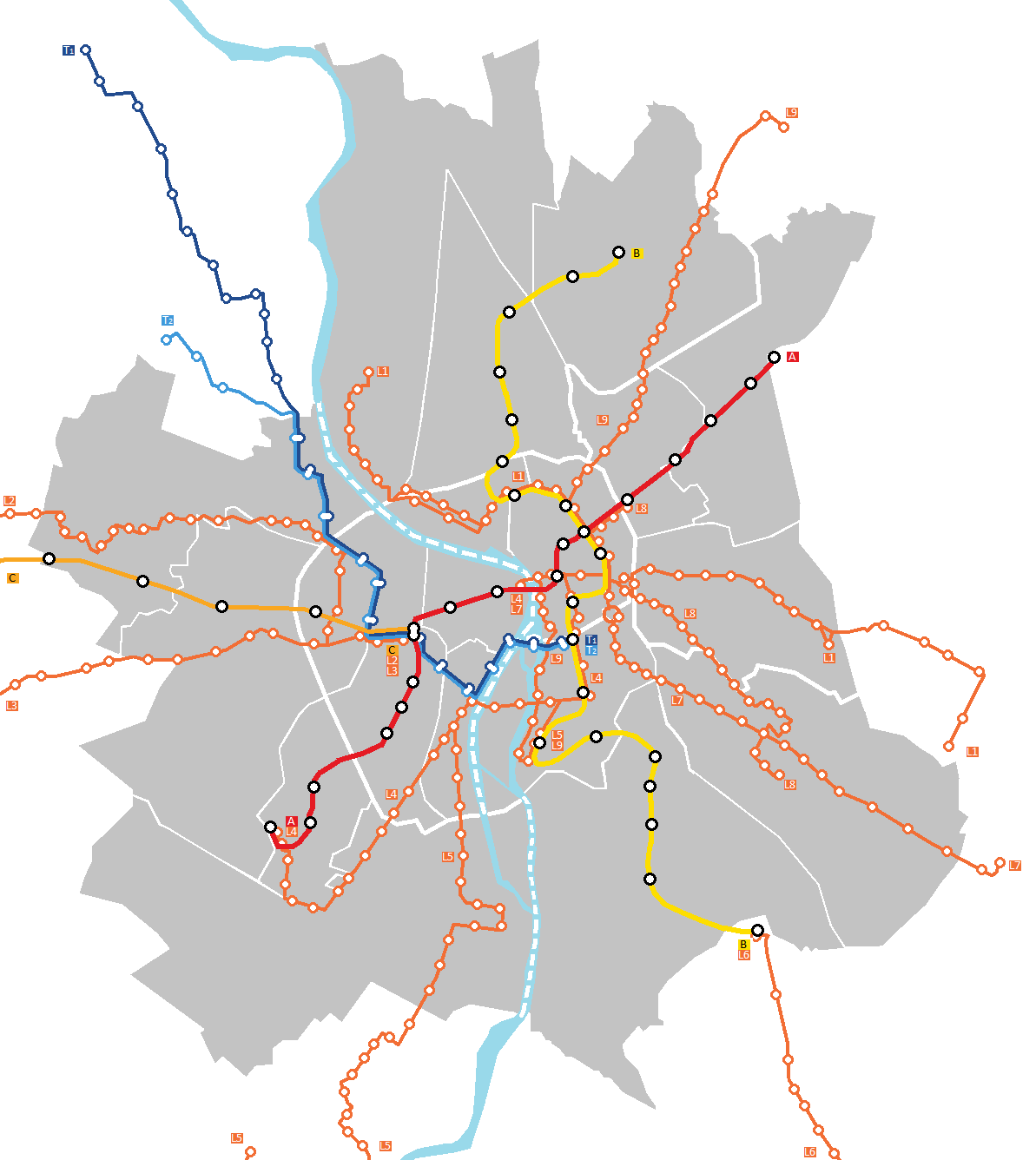
Mappa del trasporto pubblico di Tolosa che mostra le linee della metropolitana (in rosso e giallo), le linee del tram (in blu) e la rete di autobus di alto livello (in arancione).

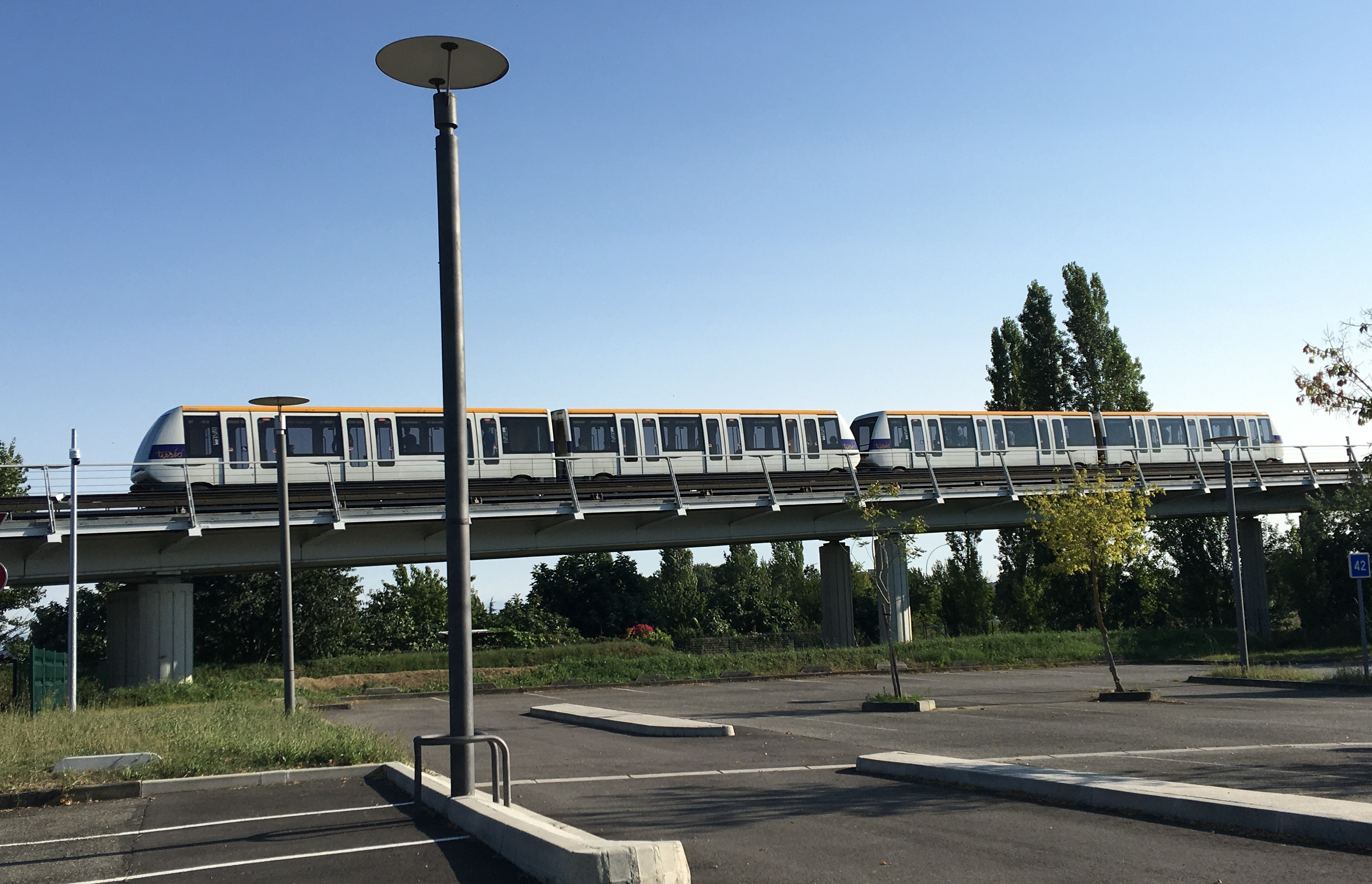
Metropolitana di Tolosa.

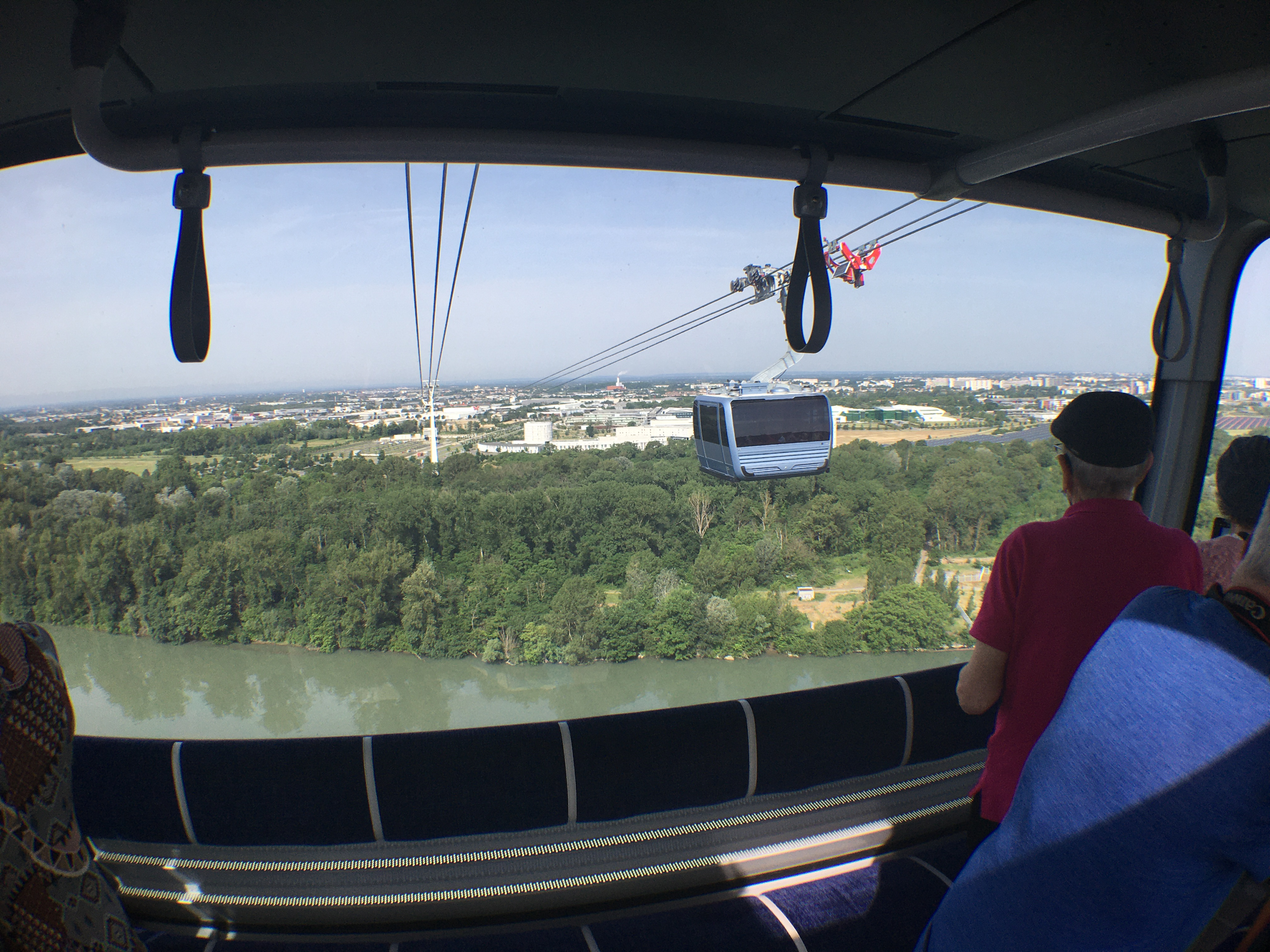
La funivia di Tolosa.

La città è dotata di un servizio metropolitano e tranviario.

### Infrastruttura di trasporto nazionale o internazionale
La stazione centrale di Tolosa è quella di Matabiau, che dovrebbe essere collegata alla rete ad alta velocità con un nuovo binario nel 2030-2032 (verso Parigi via Bordeaux). Parigi sarebbe a tre ore e dieci minuti di distanza da Tolosa, rispetto alle attuali più di quattro ore.
L'aeroporto di Tolosa Blagnac è il sesto aeroporto più grande della Francia (dopo i due aeroporti parigini e quelli di Nizza, di Lione e di Marsiglia). L'affluenza nel 2019 (prima della pandemia di Covid) è stata di 9,5 milioni di passeggeri. Il suo collegamento con Parigi è uno dei più trafficati d'Europa (più di 3,2 milioni di passeggeri nel 2019 per i due aeroporti Paris Orly e Parigi Charles de Gaulle), ma serve anche molti aeroporti in Europa e in Nord Africa.

### Mobilità urbana
Tisséo (l'autorità di trasporto pubblico dell'agglomerato di Tolosa) gestisce la terza più grande rete di trasporto pubblico in Francia, dopo Parigi e Lione. Il nucleo della rete di trasporto pubblico di Tolosa è costituito dalle due linee della metropolitana leggera automatica. Queste due linee (denominate A e B) si intersecano nel centro della città e servono la stazione ferroviaria centrale e le università. Una terza linea più periferica, che utilizza una tecnologia diversa i cui treni saranno forniti da Alstom (e non da Siemens come le linee A e B), è prevista per servire i principali centri occupazionali dell'agglomerato entro il 2028-2029 lunga 27 km e avrà 21 stazioni; la linea A e C intersecano nel complesso della stazione centrale vicino della Torre Occitania. La linea A della metropolitana è in servizio dal 1993, è lunga 12,5 km e conta 18 stazioni mentre la linea B è in servizio dal 2007, ha 20 stazioni ied è lunga 15,7 km .
Tolosa ha 2 linee di tram: la T1 con 25 stazioni a 14,8 km e la T2 (linea di tram che collega l'aeroporto di Tolosa-Blagnac) è attualmente fermato da lavori per trasformarsi in un tram espresso per l'aeroporto nel 2028 con l'apertura della linea C della metropolitana.
Dal 13 maggio 2022, la città di Tolosa dispone di un nuovo mezzo di trasporto pubblico chiamato Téléo. Si tratta di una funivia che collega l'Università Paul-Sabatier all'Ospedale di Rangueil e all'Oncopole (un importante centro di ricerca sul cancro). Permette di sorvolare la Garonna e le colline di Pech David e, con i suoi 3 chilometri, è la funivia urbana più lunga di Francia al momento della sua inaugurazione. Si presenta come il primo anello di una cintura di trasporto pubblico che non è radiale e orientata verso il centro della città, ma progettata per circondare il sud di Tolosa.
La rete ha anche 148 linee di autobus. Le linee TER a tempo (treno urbano (linee TER cadencé) della linea C (SNCF treno) dell'agglomerato urbano di Tolosa della rete di trasporto pubblico di Tolosa Linea D (SNCF treno) della rete di trasporto pubblico di Tolosa) sono gestite da SNCF.

## Amministrazione

### Cantoni

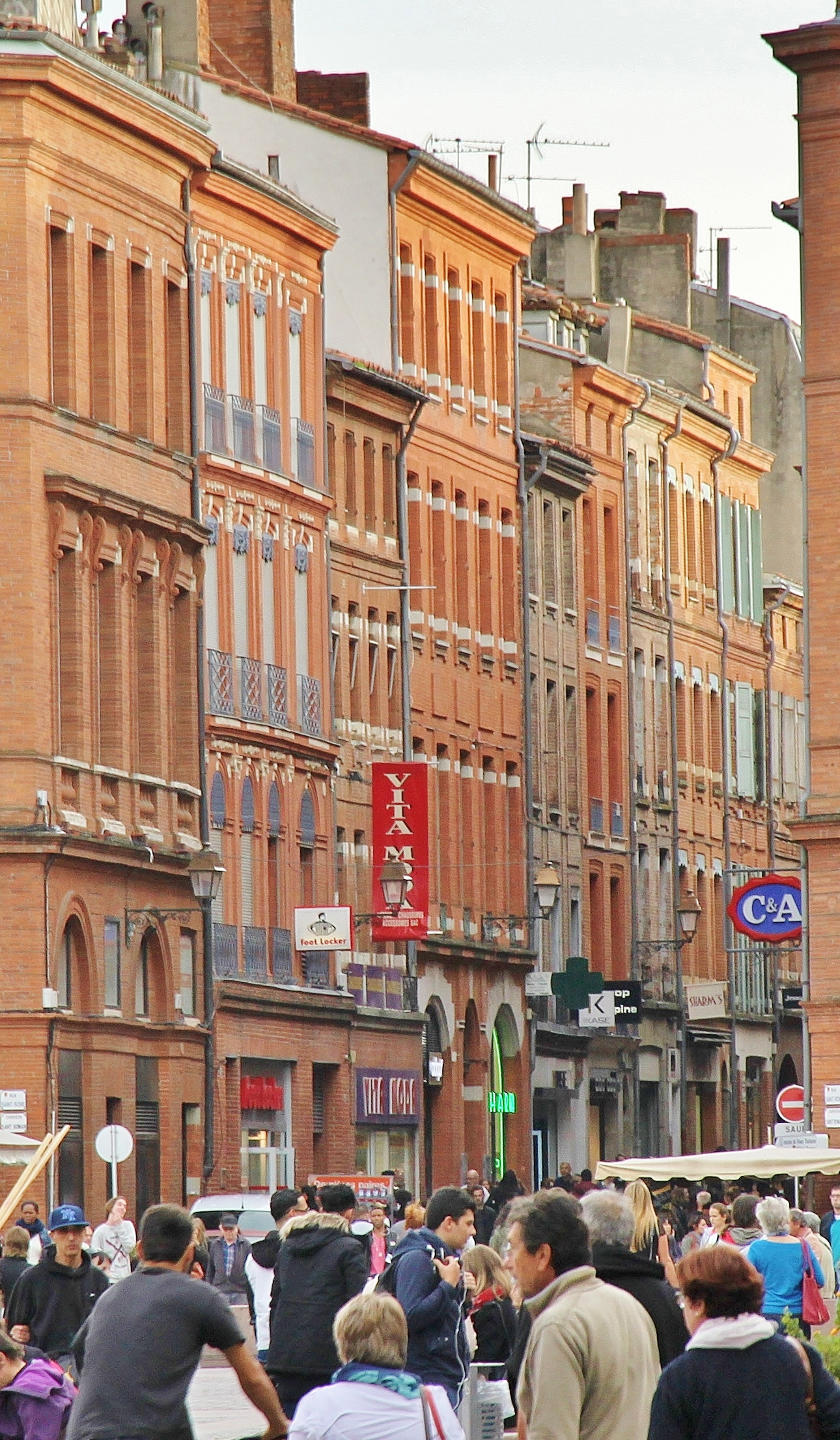
Strade del centro di Tolosa.

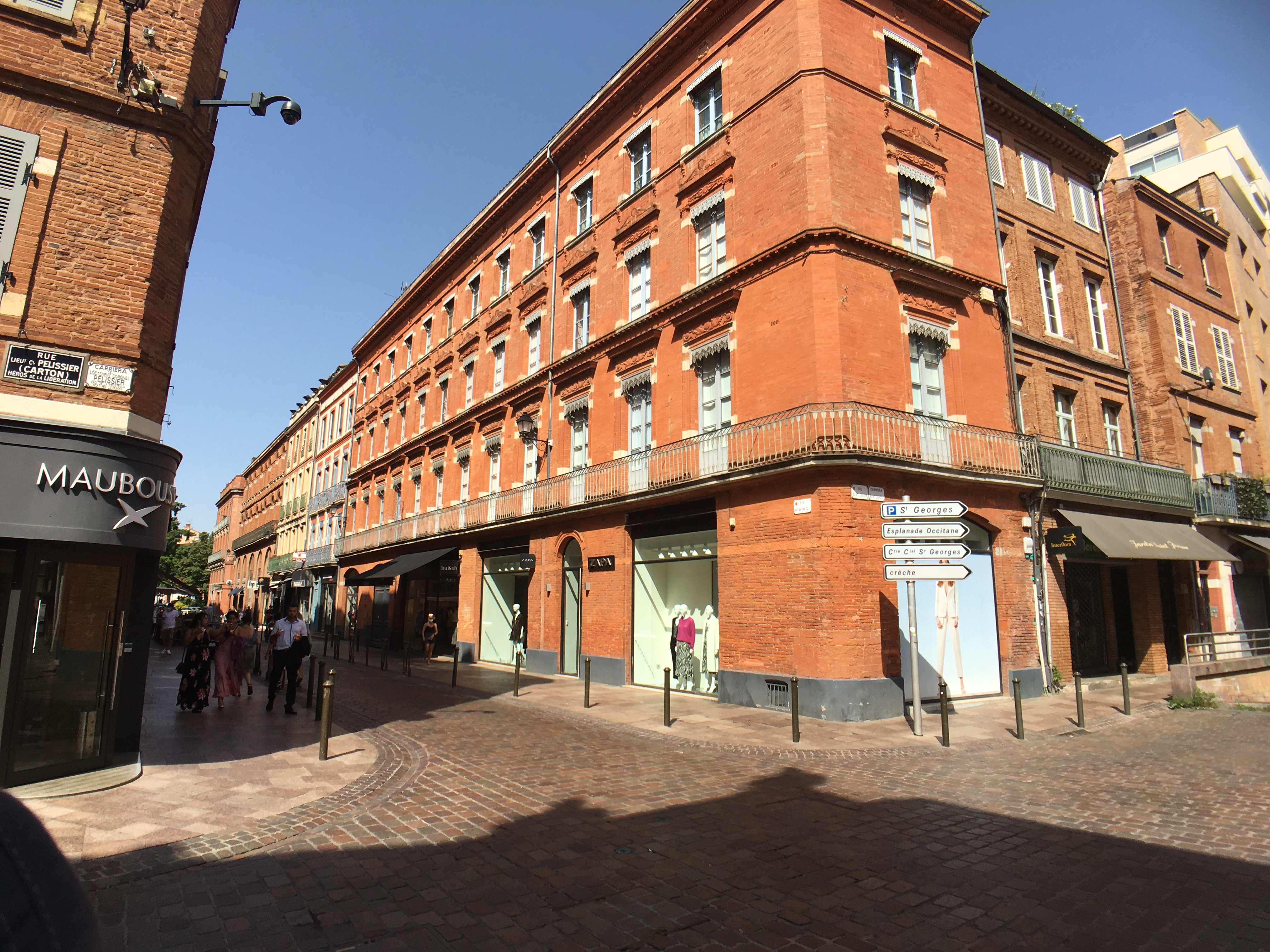
Strade del centro di Tolosa.

Fino al 2014 Tolosa era divisa in 15 cantoni appartenenti all'Arrondissement di Tolosa.
A seguito della riforma approvata con decreto del 13 febbraio 2014, che ha avuto attuazione dopo le elezioni dipartimentali del 2015, il numero di cantoni compresi nella città di Tolosa è passato da 15 a 11.
I cantoni prima della riforma del 2014 erano:
- Toulouse-1: comprende parte della città di Tolosa;
- Toulouse-2: comprende parte della città di Tolosa;
- Toulouse-3: comprende parte della città di Tolosa;
- Toulouse-4: comprende parte della città di Tolosa;
- Toulouse-5: comprende parte della città di Tolosa;
- Toulouse-6: comprende parte della città di Tolosa;
- Toulouse-7: comprende parte della città di Tolosa;
- Toulouse-8: comprende parte della città di Tolosa e i comuni di Balma, Beaupuy, Drémil-Lafage, Flourens, Mondouzil, Mons, Montrabé, Pin-Balma e Quint-Fonsegrives;
- Toulouse-9: comprende parte della città di Tolosa e il comune di Ramonville-Saint-Agne;
- Toulouse-10: comprende parte della città di Tolosa;
- Toulouse-11: comprende parte della città di Tolosa;
- Toulouse-12: comprende parte della città di Tolosa;
- Toulouse-13: comprende parte della città di Tolosa e il comune di Colomiers;
- Toulouse-14: comprende parte della città di Tolosa e i comuni di Aucamville, Castelginest, Fenouillet, Fonbeauzard, Gagnac-sur-Garonne, Launaguet e Saint-Alban;
- Toulouse-15: comprende parte della città di Tolosa e i comuni di Castelmaurou, Montberon, Pechbonnieu, Rouffiac-Tolosan, Saint-Geniès-Bellevue, Saint-Jean, Saint-Loup-Cammas e L'Union.

Dal 2015 il territorio comunale di Tolosa è stato ripartito su 11 cantoni:
- Toulouse-1: comprende parte della città di Tolosa;
- Toulouse-2: comprende parte della città di Tolosa;
- Toulouse-3: comprende parte della città di Tolosa;
- Toulouse-4: comprende parte della città di Tolosa;
- Toulouse-5: comprende parte della città di Tolosa;
- Toulouse-6: comprende parte della città di Tolosa;
- Toulouse-7: comprende parte della città di Tolosa e i comuni di Brax, Colomiers e Pibrac;
- Toulouse-8: comprende parte della città di Tolosa e il comune di Launaguet;
- Toulouse-9: comprende parte della città di Tolosa e i comuni di Saint-Jean e L'Union;
- Toulouse-10: comprende parte della città di Tolosa e i comuni di Balma, Beaupuy, Drémil-Lafage, Flourens, Mondouzil, Mons, Montrabé, Pin-Balma, Quint-Fonsegrives;
- Toulouse-11: comprende parte della città di Tolosa e il comune di Ramonville-Saint-Agne.

### Toulouse Métropole

Territorio della Toulouse Métropole all'interno del dipartimento dell'Alta Garonna

Nel 1992 la città di Tolosa aderì insieme ad altri tredici comuni limitrofi a una nuova legge francese che consentiva l'istituzione del Distretto della Grande Tolosa. Nel 2001 si trasformò nella Comunità d'agglomerazione della Grande Tolosa, comprendente ventuno comuni, e nel 2009 divenne Comunità urbana, con trentasette comuni al 2011.
Toulouse Métropole nasce nel 2015 con 37 comuni, e al censimento del 2017 contava 771 132 abitanti e al censimento del 2020 contava 806 503 abitanti. Lo scopo è unificare sforzi, politiche, amministrazioni locali, infrastrutture e servizi per migliorare la qualità della vita dei residenti
Il Consiglio metropolitano si riunisce negli spazi Vanel (Arche Marengo a Tolosa) ma le sessioni vengono trasferite anche nei comuni. Le sessioni sono aperte al pubblico.

### Gemellaggi
In ordine cronologico:
- Tel Aviv, dal 1961;
- Atlanta, dal 1975;
- Kiev dal 1975;
- Bologna dal 1981;
- Elche dal 1981;
- Chongqing dal 1981

## Sport

Emblema del Stade toulousain

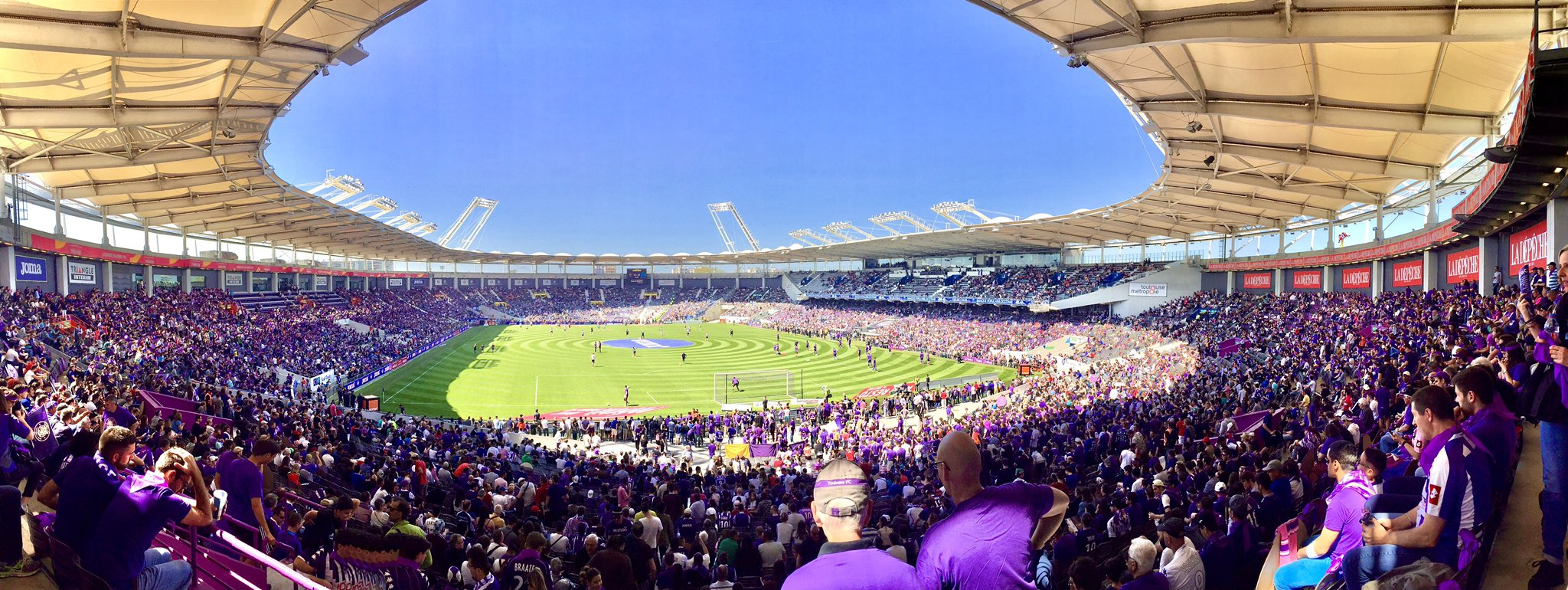
Lo "Stadium", lo stadio comunale (33.000 posti).

Tolosa è rappresentata in massima serie in molti degli sport maggiori francesi. Nel calcio il Tolosa milita in Ligue 1; lo sport più popolare, come in tutto il sud-ovest della Francia, è però il rugby XV e Tolosa possiede una delle migliori squadre europee in questo sport, lo Stade Toulousain, compagine che ha vinto ben ventiquattro titoli di Francia (record) e sei coppe d'Europa (Heineken Cup) (record). Fondata nel 1907, la squadra milita allo stadio Ernest-Wallon (19 500 posti); nella pallavolo, lo Spacer's Toulouse Volley milita in Ligue A; in massima serie anche le squadre di baseball e pallacanestro.
Di Tolosa è anche il motociclista italo-francese Mike Di Meglio, campione mondiale 2008 della classe 125, così come numerosi giocatori internazionali di rugby XV che hanno partecipato alla Coppa del Mondo di rugby o al torneo del Sei Nazioni, come per esempio Fabien Pelous, David Skrela e, più recentemente, Maxime Médard.
Tra i calciatori, figura anche l'internazionale francese, ed ex difensore della Roma e del Milan, Philippe Mexès.
Léon Marchand, nuotatore vincitore di quattro medaglie d’oro ai Giochi Olimpici di Parigi 2024, è nato e cresciuto a Tolosa, dove ha iniziato la sua carriera di nuotatore nel club locale dei Delfini del TOEC.